# Once Upon a Time – Es war einmal …
Once Upon a Time – Es war einmal … (Originaltitel: Once Upon a Time) ist eine US-amerikanische Fantasyserie von Edward Kitsis und Adam Horowitz, die von den ABC Studios für den US-Sender ABC produziert wurde. Sie handelt von Emma Swan, die an ihrem 28. Geburtstag Besuch von ihrem zehnjährigen leiblichen Sohn Henry bekommt, den sie nach seiner Geburt zur Adoption freigegeben hatte. Dieser führt sie nach Storybrooke, Maine, wo ihm zufolge alle Bewohner früher Figuren aus Kindermärchen waren, die sich nun aber nicht mehr daran erinnern können.
In den Vereinigten Staaten startete die Serie am 23. Oktober 2011 auf ABC. Im Februar 2018 wurde bekannt, dass die Serie nach sieben Staffeln beendet wird. Das Serienfinale wurde am 18. Mai 2018 in den USA ausgestrahlt.

## Handlung

### Erste Staffel
Am Tag der Hochzeit von „Snow“ White und Prinz David „Charming“  platzt die böse Königin in die Zeremonie und kündigt an, einen Fluch über sie auszusprechen. Einige Zeit später ist die nun schwangere Snow White über den Fluch besorgt und besucht deswegen Rumpelstilzchen im Kerker. Dieser prophezeit, dass der Fluch der Königin (den er für sie erschaffen hat) sie alle an einen schrecklichen Ort mitnehmen werde, wo es keine Happy Ends und keine Magie mehr geben würde. Er offenbart aber auch, dass ihr noch ungeborenes Kind, Emma, am Tage ihres 28. Geburtstags zurückkehren und sie alle retten werde. Auf den Vorschlag der blauen Fee bauen Geppetto und Pinocchio aus magischem Holz einen Schrank, der eine Person vor dem Fluch der bösen Königin bewahren kann. Prinz Charming beabsichtigt, den Schrank für Snow und ihr ungeborenes Kind zu verwenden, doch Emma wird bereits vor Fertigstellung des Schranks geboren. An genau diesem Tag beginnt der Fluch der Königin zu wirken, so dass der Prinz seine Tochter in den Schrank legt und in Sicherheit bringt. Daraufhin wird er von den Schergen der bösen Königin schwer verwundet.
Im heutigen Boston lebt Emma Swan ein einsames Leben und arbeitet als Kautionsagentin und Kopfgeldjägerin. An ihrem 28. Geburtstag bekommt sie Besuch von einem zehnjährigen Jungen namens Henry. Dieser stellt sich als ihr leiblicher Sohn vor, den Emma als Baby zur Adoption freigegeben hatte. Nicht gewillt, eine Beziehung zu ihm aufzubauen, fährt sie ihn zurück zu seinem Haus in Storybrooke, Maine. Unterwegs zeigt Henry ihr ein großes Buch über Märchen, wobei er darauf beharrt, dass alle Geschichten darin wahr seien. In Storybrooke angekommen, informiert Henry sie darüber, dass alle Bewohner der Stadt in Wirklichkeit Märchenfiguren sind, verbannt durch den Fluch und mit keiner Erinnerung an ihre Leben im Märchenwald. Daneben behauptet er, die Zeit sei eingefroren und die Bewohner könnten die Stadt nicht verlassen, doch der Fluch werde brechen, da Emma Snow Whites und Prinz Davids  Tochter sei.
Die skeptische Emma bringt Henry zu seiner Adoptivmutter Regina Mills, der Bürgermeisterin der Stadt, welche in Wirklichkeit die böse Königin ist. Emma findet Henry, der erneut von Zuhause weggelaufen ist, und beschließt, zumindest eine Woche lang in Storybrooke zu bleiben. Daraufhin beginnen sich die Zeiger der Kirchturmuhr erstmals zu bewegen.
Im weiteren Verlauf werden immer mehr Informationen über die Vorgeschichte der einzelnen Figuren bekannt. Besonders wichtig ist dabei Rumpelstilzchen alias Mr. Gold. Dieser hatte in der Märchenwelt seine Geliebte Belle verloren, die er irrtümlich für tot hielt. Außerdem vermisst er seinen Sohn Baelfire, der durch ein magisches Portal in eine andere Welt entschwunden ist. Rumpelstilzchen hatte den Fluch, den er der bösen Königin gab, zuvor mit einem Elixier der wahren Liebe behandelt, weshalb auch er sich in Storybrooke an alles erinnern kann, allerdings erst nachdem Emma eingetroffen ist. Als Henry am Ende der Staffel tot im Krankenhaus liegt, bricht Emma, die nun von seinen Theorien überzeugt ist, den Fluch durch einen Kuss auf seine Stirn. Die letzte Folge der Staffel endet damit, dass Rumpelstilzchen, wieder mit Belle vereint, die Magie nach Storybrooke bringt, um seine Zauberkräfte zurückzuerlangen. Dies war, wie sich nun zeigt, von Anfang an sein Plan: denn Storybrooke liegt in jener Welt, in die sein Sohn verschwunden ist.

### Zweite Staffel
Obwohl der Fluch gebrochen wurde, verbleiben die Bewohner Storybrooks an diesem Ort und kehren nicht in den Märchenwald zurück. Es stellt sich heraus, dass ein Teil der Märchenwelt von dem Fluch verschont blieb, jedoch 28 Jahre in einer Art Starre verbrachte und nun erneut durch die Oger massiv bedroht wird. Der Grund dafür war ein Schutzzauber von Reginas Mutter Cora. Rumpelstilzchen will Regina, aus Rache für Belle, welche die böse Königin erst im Märchenwald und dann 28 Jahre lang in Storybrooke in der psychiatrischen Anstalt gefangen gehalten hatte, töten und beschwört aus diesem Grund einen Seelensauger. Als dieser Regina angreift, kann er durch das Portal des Hutmachers zurück in den Märchenwald geschickt werden. Durch einen unglücklichen Zufall gelangen dabei auch Emma und Mary Margaret durch das Portal des Hutmachers in den Märchenwald, von wo sie einen Weg zurück suchen. Dabei treffen sie auf Mulan, Prinzessin Aurora und Prinz Phillip, die ihnen helfen, den Weg zurückzufinden. Zugleich bemühen sich auch Cora und Captain Hook darum, aus der Märchenwelt nach Storybrooke zu gelangen. Hook war einst der Geliebte von Rumpelstilzchens Frau Milah, die dieser aber tötete, nachdem sie ihn verlassen hatte. Zudem schlug er Hooks Hand ab, seither sehnt sich Hook nach Rache. Allen vieren gelingt es schließlich, die Märchenwelt zu verlassen, wenn auch auf unterschiedlichen Wegen. Emma und Regina bemühen sich um Henrys willen um Versöhnung, zunächst erfolgreich.
In einer Rückblende wird zudem aufgeklärt, wer Henrys Vater ist. Es handelt sich um Neal Cassidy, einen Kleinkriminellen, der Emma aber verließ, nachdem August ihn über die Märchenwelt und Emmas Verbindung zu ihr aufgeklärt hatte. Von Neal im Stich gelassen, musste Emma ins Gefängnis, wo sie ihr Kind zur Welt brachte und zur Adoption freigab.
Des Weiteren wird festgestellt, dass die Bewohner von Storybrooke die Stadt immer noch nicht schadlos verlassen können, obwohl der Fluch gebrochen scheint. Jeder, der die Stadtgrenze passiert, verliert erneut sein Gedächtnis an die Vergangenheit als Märchenfigur. Um Rumpelstilzchen denselben Schmerz fühlen zu lassen, den er nach Milahs Tod empfand, schießt Hook Belle an der Stadtgrenze an, wodurch sie auf die andere Seite fällt und ihr Gedächtnis verliert. Bei dieser Gelegenheit gelangt ein geheimnisvoller Fremder namens Greg in die Stadt, der erkennt, dass es dort Magie gibt. Später stellt sich heraus, dass er 28 Jahre zuvor als Kind bereits einmal mit seinem Vater in Storybrooke gewesen war und seither auf der Suche nach seinem Vater ist, den Regina damals dort festhalten ließ. Nachdem Greg Regina gekidnappt und durch Stromstöße gefoltert hat, teilt diese ihm mit, sie habe seinen Vater bereits vor Jahren getötet. Mr. Gold findet einen Weg, die Stadtgrenze ohne Identitätsverlust zu überschreiten, und macht sich gemeinsam mit Emma und Henry in New York auf die Suche nach seinem Sohn Baelfire. Dank Henry ist die Suche erfolgreich. Es stellt sich heraus, dass Baelfire Neal Cassidy ist, was unter anderem bedeutet, dass Henry Mr. Golds Enkel ist. Dies stürzt Gold in einen Gewissenskonflikt, da ihm einst prophezeit worden war, dass der Junge, der ihn zu seinem Sohn führen werde, auch seinen Untergang bewirken werde. Baelfire gelangte damals durch das Portal der magischen Bohne ins London des 19. Jahrhunderts. Dort wurde er zunächst von der Darling-Familie aufgenommen, für die er sich später opferte und Peter Pan freiwillig nach Neverland folgte. Er kann sich aber zunächst befreien und wird von Hook gerettet, der ihn bald als Rumpelstilzchens Sohn erkennt. Hook verrät Baelfire an die Verlorenen Jungen, die auf der Suche nach einem besonderen Kind sind. Da Baelfire aber nicht der Gesuchte ist, lassen sie ihn frei.
Cora verbündet sich mit ihrer Tochter und verspricht ihr, dass sie Henry zurückbekommen wird. Ihr gelingt es derweil, Regina und die Einwohner von Storybrooke wieder gegeneinander aufzubringen. Gemeinsam machen sie sich auf die Suche nach Rumpelstilzchens Dolch, von dem sich Cora verspricht, die Macht des Dunklen zu übernehmen. Es stellt sich heraus, dass Cora für den Tod von Snow Whites Mutter Eva verantwortlich war, die sie vergiftete, damit Regina den König heiraten konnte. Mary Margaret findet dies heraus und schwört Rache an Cora. Unterdessen wird Mr. Gold von Hook in New York schwer verletzt, indem dieser Gold mit einem vergifteten Haken angreift. Zurück in Storybrooke verzaubert Mary Margaret auf Anraten von Gold Coras Herz und bringt Regina dazu, dieses Cora wiederzugeben, womit Gold gerettet wird und Cora im Gegenzug stirbt. Regina schwört daraufhin erneut Rache an Mary Margaret. Henry zuliebe verzichtet sie zwar darauf, seine Liebe durch einen Zauber zu gewinnen, doch reißt sie dennoch Mary Margarets Herz heraus. Als sie allerdings feststellt, dass dieses seit Coras Tod vom Bösen zerfressen wird, gibt sie es ihr zurück, da sie erwartet, dass Mary Margaret ihre Familie nun ohnehin selbst zerstören wird.
Neal Cassidys scheinbar ahnungslose Verlobte Tamara entpuppt sich unterdessen als eine Person, die Magie hasst. Vor Jahren tötete sie einen chinesischen Wunderheiler, der in der Lage gewesen wäre, August davor zu bewahren, wieder zu Holz zu werden. In Storybrooke angelangt, versucht sie August zu ermorden, damit dieser die übrigen Bewohner nicht vor ihr warnen kann. August kann zwar gerettet werden, wird dafür aber wieder in den kleinen Pinocchio verwandelt und kann sich an nichts mehr erinnern. Tamara, die Neals wahre Identität längst kannte, hat zudem ein Verhältnis mit Greg. Beide arbeiten für eine zunächst unbekannte Organisation, die jede Magie in dieser Welt vernichten will, und stehlen die magischen Bohnen, mit deren Hilfe man in andere Welten gelangen kann. Bei einem Kampf mit Tamara wird Neal verletzt durch ein Portal gerissen. Er gelangt in den Märchenwald und wird von Mulan, Aurora und Phillip gerettet. Mit Hooks Hilfe wollen Tamara und Greg anschließend Storybrooke und all seine Einwohner vernichten, doch Hook warnt die anderen, als der entsprechende Auslöser aktiviert worden ist. Regina und Emma können die Zerstörung von Storybrooke gemeinsam verhindern. Durch einen Zaubertrank der blauen Fee erlangt Belle ihre Erinnerung zurück. Da Belle in Storybrooke zurückbleibt, bekommt sie von Gold die Aufgabe, einen Schutzzauber zu sprechen, um die Stadt wieder unsichtbar zu machen. Am Ende der Staffel machen sich Regina, Gold, Emma, David, Hook und Mary Margaret mit Hilfe der Zauberbohne auf den Weg nach Neverland, um Greg und Tamara zu jagen, die Henry dorthin entführt haben. Zuletzt wird aufgedeckt, dass Peter Pan bereits seit sehr langer Zeit auf der Suche nach Henry ist.

### Dritte Staffel
Neal wird von Mulan, Prinz Phillip und Aurora gesund gepflegt. Er macht sich auf die Suche nach dem Schloss seines Vaters, wo er auf Robin Hood trifft und feststellt, dass Emma in Neverland ist. Mithilfe von Hoods vierjährigem Sohn Roland gelangt Neal schließlich ebenfalls nach Neverland. Mulan, die in Aurora verliebt ist, schließt sich der Gruppe von Robin Hood an, nachdem sie erfahren hat, dass Aurora und Phillip ein Kind bekommen.
In Neverland angekommen machen sich Greg und Tamara auf die Suche nach ihrem Auftraggeber, der, wie sich herausstellt, Peter Pan und die verlorenen Jungen sind, deren Plan es war, Henry nach Neverland zu schaffen. Bei einem Kampf reißt ein Schatten Gregs Schatten von seinem Körper, was zu Gregs Tod führt. Tamara wird von einem vergifteten Pfeil getroffen. Sie wird von Gold, der sich inzwischen von der Gruppe um Emma getrennt hat, gefunden und geheilt, aber anschließend dennoch getötet. Henry kann dem Kampf entkommen, wird aber von Peter Pan gefangen genommen, da dieser Henrys Herz benötigt. Mithilfe eines Tricks gelingt es Peter Pan schließlich, dass Henry ihm sein Herz gibt, wodurch er unsterblich wird. Zudem stellt sich heraus, dass Peter Pan Rumpelstilzchens Vater ist, der diesen verstieß, damit er ewig jung sein und in Neverland bleiben konnte.
Emma, Charming, Snow White, Regina und Hook landen ebenfalls in Neverland. Dort machen sie sich auf die Suche nach Pans Versteck. Da sie es nicht finden können, suchen sie Tinker Bell auf. Da Tinker Bell von der blauen Fee verstoßen wurde, weil sie Regina helfen wollte aber dieser Plan fehlschlug, weigert sie sich zunächst, ihnen zu helfen. Bei einem Kampf mit den verlorenen Jungen wird Charming von einem vergifteten Pfeil getroffen und verwundet. Hook kann Charming von der Vergiftung heilen, jedoch hat dies zur Folge, dass Charming Neverland nicht mehr verlassen kann. Nachdem sich Regina von der Gruppe trennte, um mit Rumpelstilzchen einen Weg zu finden, Pan zu vernichten, findet die restliche Gruppe den von Pan gefangen genommenen Neal und kann ihn befreien. Währenddessen schickt Rumpelstilzchen die Meerjungfrau Ariel nach Storybrooke, um für ihn die Büchse der Pandora zu holen, mit deren Hilfe man Peter Pan gefangen nehmen kann. Allerdings schlägt dieser Plan fehl und Rumpelstilzchen selber wird von Peter Pan in die Büchse verbannt. Peter Pan überzeugt Henry ihm sein Herz zu schenken und behauptet so die Magie von Neverland zu retten. In Wirklichkeit rettet Peter Pan seine Jugend im Tausch gegen Henrys Leben. Henry wird von Regina konserviert. Ihr gelingt es Henrys Herz wiederzuerlangen und den Schatten aus Neverland im Segel der Jolly Roger festzuhalten, sodass alle zurück nach Storybrooke zurückkehren können. Auf dem Schiff wird Rumpelstilzchen aus der Büchse befreit. Im Rückblick erfährt man, dass Peter Pan Rumpelstilzchens Vater ist.
Unterwegs versucht Pan erneut Henrys Herz zu stehlen, dass mittlerweile mit einem Schutzzauber belegt ist. Rumpelstilzchen verbannt Pan in die Büchse, doch dieser tauscht die Körper und steckt somit in Henrys Körper. In Storybrooke angekommen verfolgt Peter Pan seine dunklen Machenschaften weiter und möchte mit Hilfe Reginas Fluchs die Stadt neu verfluchen und sich so ein neues Neverland schaffen. Rumpelstilzchen gelingt es mit seinem Dolch Peter Pan zu töten, stirbt dabei jedoch selbst und verliert somit seine Fähigkeit Magie anzuwenden. Da Pans Fluch nicht mehr aufzuhalten ist, macht Regina den ersten Fluch rückgängig und schickt somit alle in den Zauberwald zurück. Emma und Henry sind die einzigen, die vom Fluch verschont werden können, verlieren allerdings jede Erinnerung an Storybrooke.
Unbeschwert leben Emma und Henry zusammen in New York, als wäre nie etwas geschehen, bis ein Jahr darauf Hook Emma aufsucht, um sie zu informieren, dass ihre Eltern sie brauchen. Er gibt ihr ein von Neal geschicktes Erinnerungselixier. Allerdings reicht dieser Trank nur für Emma, nicht aber für Henry. Zu dritt machen sie sich auf den Weg nach Storybrooke, das wieder mitsamt den Bewohnern existiert. Es kann sich allerdings niemand mehr an das vergangene Jahr erinnern. Der einzige Anhaltspunkt ist die plötzliche Schwangerschaft Snow Whites. Schon bald stellt sich heraus, dass die Bewohner des Zauberwaldes vor Zelena, der Bösen Hexe des Westens aus Oz, wieder nach Storybrooke geflüchtet sind. Diese ist die Schwester Reginas und will einen Zauber wirken, mit dem sie die Vergangenheit ändern kann. Zelena wurde von ihrer Mutter Cora ausgesetzt, da diese durch eine Intrige von Snows Mutter Eva König Leopold nicht heiraten konnte. Um bei Cora aufwachsen zu können, sieht Zelenas Plan vor, Eva zu töten. Nachdem sie ausgesetzt wurde, gelangt Zelena durch einen Sturm nach Oz, wo sie von einem armen Ehepaar aufgezogen wird, die allerdings mit ihren magischen Fähigkeiten nicht umgehen können. Später erfährt sie vom Zauberer von Oz, wer ihre wirkliche Familie ist. Sie bekommt zudem von ihm silberne Schuhe, mit denen sie sich an jeden Ort wünschen kann, den sie will. Wegen ihres großen Neides auf das vermeintlich gute Leben Reginas, das ihrer Meinung nach ihr zugestanden hätte, färbt sich ihre Haut langsam grün. Mithilfe der Schuhe gelangt sie in den Zauberwald und erreicht, dass sie Rumpelstilzchens Schülerin wird. Er hält sie für sehr talentiert und erwägt kurzzeitig, dass sie anstelle von Regina den Fluch ausführen solle. Als er jedoch merkt, dass er das ist, was Zelena am meisten liebt, verstößt er sie. Die Schwesternschaft der Hexen von Oz, unter ihnen Glinda, die gute Hexe des Südens, nimmt Zelena auf, jedoch kann sie ihren Neid und ihre Missgunst nicht besiegen und wird schließlich von Dorothy Gale vermeintlich besiegt, in dem diese einen Eimer Wasser über sie ausgießt. Wenig später verstößt Zelena Glinda in den Zauberwald. Nachdem sie Glinda im Zauberwald aufgesucht haben, erfahren Snow und Charming, wie sie Zelena besiegen können. Dafür brauchen sie allerdings helle Magie, die vermeintlich nur Emma besitzt, weshalb Snow Reginas Fluch erneut ausspricht. Da sie dafür Charmings Herz opfern muss, bittet sie Regina, ihres zu teilen und die eine Hälfte Charming zu geben, was ihn erfolgreich wiederbelebt. Kurz bevor der Fluch ausbricht, erscheint Zelena und fügt einen Vergessenszauber hinzu.
Um den Zauber, der ein Zeitportal erschaffen soll, in Storybrooke vervollständigen zu können, benötigt Zelena vier Zutaten: Reginas Herz, Charmings Mut, den Verstand Rumpelstilzchens sowie die Unschuld eines neugeborenen Babys, welche sie nach und nach in ihren Besitz bringen kann. In Storybrooke weiß zunächst niemand, dass Rumpelstilzchen wieder lebt und von Zelena gefangen gehalten wird. Zunächst wird auch Neal vermisst. Es stellt sich heraus, dass er sich mit Gold einen Körper teilt, da er im Zauberwald mit Belle zu einer geheimen Gruft ging, um Rumpelstilzchen wiederzubeleben. Er wusste allerdings nicht, dass dafür ein anderes Leben geopfert werden muss. Belle und Neal werden an der Gruft des Dunklen von Lumiere an Zelena verraten, so dass sich der wiederauferstandene Rumpelstilzchen zwischen seinem Dolch und seinem Sohn entscheiden muss. Er wählt letztendlich Neal, gerät aber dadurch in die Gefangenschaft Zelenas. In Storybrooke opfert sich Neal für seinen Vater, was Gold sehr wütend macht. Der Fluch wird später von Regina gebrochen, als sie Henry einen Kuss auf die Stirn gibt. Es ist ebenfalls Regina, die Zelena am Ende mit heller Magie besiegt und sie entmachtet. Zelena wird daraufhin Nachts von Gold in ihrer Zelle getötet, was ihr Zeitportal wieder aktiviert. Emma und Hook geraten in dieses Portal und landen im Zauberwald zu der Zeit, als sich Snow und Charming kennenlernten. Durch ein Missgeschick Emmas wird das erste Aufeinandertreffen der beiden verhindert, jedoch gelingt es den beiden mit Rumpelstilzchens Hilfe, den normalen Ablauf wiederherzustellen. Mithilfe von Rumpelstilzchen reisen sie wieder in ihre Zeit zurück. Allerdings nehmen sie noch eine Frau mit, die Emma aus dem Gefängnis vor dem sicheren Tod gerettet hat, da sie von Regina hingerichtet werden sollte. Wie sich herausstellt, ist diese Frau Marian, die Ehefrau von Robin Hood, mit dem Regina zwischenzeitlich eine Beziehung aufgebaut hat. Weiterhin gelangt ohne das Wissen von Hook und Emma eine Urne mit nach Storybrooke, aus der sich später Elsa befreit. Kurz darauf küssen sich Emma und Hook und sie beschließt, nicht nach New York zurückzukehren.

### Vierte Staffel
Die aus der Urne befreite Elsa vernichtet diese und begibt sich nach Storybrooke. Nachdem das von ihr heraufbeschworene Eismonster mit Reginas Hilfe besiegt wurde, freunden sich Emma und Elsa an. Elsa offenbart, dass sie auf der Suche nach ihrer Schwester Anna ist. Diese machte sich vor einiger Zeit in Arendelle ohne Elsas Wissen auf den Weg in den Zauberwald, um dort Rumpelstilzchen zu suchen. Dieser hatte laut eines Tagebucheintrages ihrer Mutter die Macht, Elsas magische Kräfte zu bannen. Im Zauberwald angekommen freundet sich Anna mit Charming an. Wenig später trifft sie auf Rumpelstilzchen, der ihr Zugang zu dem Artefakt gewährt. Es ist ein magischer Hut eines mächtigen Zauberers, mit dessen Hilfe sich Rumpelstilzchen verspricht, die Macht des Dolches loszuwerden. Da Anna merkt, wie wichtig der Hut für Rumpelstilzchen ist, kann sie ihn schließlich dazu bewegen, sie wieder wohlbehalten nach Arendelle zu bringen, wobei sie Rumpelstilzchen austrickst und den Hut mitnimmt.
In Storybrooke stellen die Bewohner fest, dass sich um die Stadt eine Eiswand gebildet hat, die jeden am Fortgehen hindert. Da Elsa nicht die Macht hat, sie verschwinden zu lassen, kommen die Bewohner bald auf die Spur von Ingrid, der Schneekönigin. Diese betreibt in Storybrooke eine Eisdiele. Mithilfe ihres Eises verflucht sie Marian, so dass diese zu Eis erstarrt. Regina kann ihren Tod verhindern, indem sie ihr das Herz entfernt. Obwohl Marian am Leben ist, möchte Robin Hood seine Beziehung zu Regina fortführen, womit diese aber nicht sehr glücklich ist. Da Regina der Meinung ist, sie würde kein Happy End bekommen, weil sie in Henrys Märchenbuch als eine Böse dargestellt wird, macht sie sich zusammen mit ihm auf die Suche nach dem Autor des Buches.
Ingrid scheint Emma zu kennen, Emma hat jedoch keinerlei Erinnerungen an sie. Auch Elsa und Ingrid haben eine gemeinsame Vergangenheit, an die Elsa sich ebenfalls nicht mehr erinnert. Zu ihrer Zeit in Arendelle trafen Elsa und Anna auf Ingrid, die in der gleichen Urne wie Elsa gefangen war. Nachdem sie befreit wurde, erzählt Ingrid ihnen, dass sie ihre Tante ist. Es stellt sich heraus, dass Gerda, die Mutter von Elsa und Anna, zwei Schwestern hatte, von denen aber niemand in Arendelle etwas weiß. Die drei Geschwister wuchsen zusammen auf, Ingrid jedoch war die einzige, die magische Kräfte besaß. Weil sie sich vor ihren Kräften fürchtete, versteckte sie sich im Palast ihrer Eltern. Schließlich tötet sie Helga versehentlich, als sie diese vor einem aufdringlichen Verehrer retten will. Gerda sperrt Ingrid daraufhin in die Urne und bitte Grand Pebbie, alle Erinnerungen an ihre beiden Schwestern auszulöschen. Da Ingrid das Gefühl hat, von ihrer Familie nicht geliebt zu werden, will sie nun eine neue Familie mit zwei weiteren magischen Frauen gründen, in der sie niemand wegen ihrer Kräfte fürchten und sie lieben würde. Eine der beiden neuen Schwestern findet sie in ihrer Nichte Elsa, weshalb sie versucht, Anna und Elsa gegeneinander aufzubringen. Als ihr das nicht gelingt, verflucht sie Anna mit dem Fluch der zerbrochenen Sicht, welcher die Menschen nur das Böse in anderen sehen lässt. Beeinflusst durch den Fluch sperrt Anna Elsa in die Urne. Ingrid friert daraufhin ganz Arendelle ein und nimmt Elsa die Erinnerungen, aber verliert kurz darauf die Urne an Rumpelstilzchen. Sie begibt sich zum Lehrling, welcher ihr verrät, dass ihre zweite neue Schwester bald geboren werden würde und Emma heißt. Auf ihren Wunsch schickt er sie durch ein Portal in die reale Welt, wo sie versucht, Emmas Vertrauen zu gewinnen. Es zeigt sich, dass Ingrid für eine kurze Zeit Emmas Pflegemutter war und sie eine sehr glückliche Zeit miteinander verbrachten. Allerdings verschreckt Ingrid Emma, so dass Emma mit ihr nichts mehr zu tun haben will, woraufhin Ingrid Emma die Erinnerungen an sie nimmt.
Nachdem Anna den Hut des Zauberers an sich genommen hat, verliert sie ihn in Arendelle an Ingrid, welche ihn später in die reale Welt bringt. Der Hut des Zauberers taucht in einem Haus in Storybrooke auf, wo Gold und Belle ihre Flitterwochen verbringen. Gold nimmt den Hut an sich und setzt fortan alles daran, den Hut komplett aufzuladen und sich so zu gegebener Zeit vom Einfluss des Dolches zu befreien. Der Hut saugt magische Wesen in sein Inneres und lädt sich somit auf. Von Ingrid erhält Gold den Hinweis, dass er den Plan nur umsetzen kann, wenn er das Herz einer Person opfert, die ihn schon vor seiner Zeit als Dunkler kannte, was einzig auf Hook zutrifft. Er nimmt das Herz von Hook an sich. Hook, der von Gold erpresst wird, muss diesem fortan dabei helfen, zunächst den Lehrling des Zauberers in den Hut zu befördern. Gold versucht das gleiche bei Emma, jedoch gelingt es ihm nicht. Später werden alle Feen wegen Hook in den Hut gesaugt, der damit vollständig aufgeladen ist. Elsa, die Anna immer noch sucht, schafft es, diese mithilfe einer Wunschkette zu sich zu wünschen, womit sie Anna und Kristoff vor dem sicheren Tod durch Ertrinken rettet. Ingrid indessen vollendet ihren Fluch der zerbrochenen Sicht und spricht ihn über Storybrooke aus. Anna findet die Flaschenpost ihrer Mutter, die diese schrieb, als sie wusste, dass ihr Schiff untergehen und sie sterben würde. Mithilfe dieses Briefes können Elsa und Anna Ingrid überzeugen, dass ihre Schwestern sie wirklich liebten. Fassungslos über ihr Verhalten bringt sich Ingrid um, womit der Fluch aufgehoben wird und die Eiswand rund um Storybrooke verschwindet. Anna, Elsa und Kristoff kehren nach Arendelle zurück, wo Anna und Kristoff endlich heiraten. Marian wird wiederbelebt, kann jedoch den Fluch nicht überwinden, weshalb sie Storybrooke verlassen muss. Da sie sich in der modernen Welt aber nicht auskennt, beschließt Robin Hood, mit ihr zu gehen, was aber bedeutet, dass er nicht mehr zurückkehren kann, da die Rückkehr nicht möglich ist, wenn man Storybrooke einmal verlassen hat. Belle kann den Plan Golds aufdecken und verhindert dessen Durchführung rechtzeitig. Sie verbannt ihn mithilfe des Dolches aus Storybrooke, wo er nach New York gelangt und sechs Wochen später auf Ursula trifft, mit deren Hilfe er nach Storybrooke zurückkehren will. Sie machen sich zudem auf die Suche nach Cruella de Vil und Maleficent.
Nachdem Mr. Gold und Ursula Cruella de Vil gefunden haben, machen sie sich auf den Weg nach Storybrooke. Mithilfe eines Tricks gelangen alle drei nach und nach über die Stadtgrenze. Dort wollen sie Maleficent wiedererwecken. Aus diesem Grund bringen sie Snow und Charming mit einem Trick dazu, ihnen zu helfen. Nachdem Maleficent wieder lebendig ist, will sie Rache an Snow White und Prinz Charming nehmen, da diese ihr vor langer Zeit das Kind weggenommen hatten. Snow und Charming brauchten Maleficents Ei für einen Zauber, um das potentielle Böse in Emma zu bannen. Nachdem der Lehrling den Zauber durchgeführt hatte, verbannte er das Ei, aus dem allerdings ein menschliches Baby schlüpfte, in die reale Welt, was Snow und Charming sehr zu schaffen macht. Mit dem Ei zusammen gelangten auch Cruella und Ursula in die reale Welt. Während Golds Verbannung finden Belle und Will Scarlet zusammen, was Gold sehr missfällt. Er macht sich fortan auch daran, Belle wieder zurückzuerobern. Als Hook getarnt nimmt er Belle seinen Dolch ab.
Um ihren Plan, den Autor des Buches zu finden und ihn dazu zu bringen, ihre Schicksale umzuschreiben, durchführen zu können, nehmen Mr. Gold, Cruella, Ursula und Maleficent den jungen Pinocchio gefangen. Mr. Gold verwandelt ihn anschließend in August zurück und foltert ihn, um Informationen über den Autor und seinen Aufenthaltsort zu erfahren. Dabei erhalten sie Hilfe von Regina, die undercover mit ihnen zusammenarbeitet, um deren Plan zu erfahren. August kann befreit werden. Henry entdeckt in der Villa des Lehrlings die Buchseite mit einer Tür, die auch schon in Augusts Aufzeichnungen zu sehen war. Es stellt sich heraus, dass der Autor in dieser Buchseite gefangen ist. Der Autor Isaac wurde vom Lehrling in das Buch verbannt, da er die ihm gegebene Macht missbrauchte und Geschichten nach seinem Willen manipulierte. Henry findet in der Villa zudem einen Schlüssel, mit dem Isaac aus dem Buch befreit werden kann. Durch einen Trick entkommt er Emma und August und gerät danach in die Fänge von Mr. Gold. Dieser offenbart zudem, dass sein eigentlicher Plan ist, Emma auf die dunkle Seite zu ziehen, denn solange sie die Retterin ist, kann keiner der Bösen ein Happy End bekommen.
Ursula, die eigentlich eine Meerjungfrau ist, erhält ihr Happy End jedoch aus eigener Kraft und verlässt danach glücklich die Gruppe. Ihr wurde vor langer Zeit von Hook ihre Singstimme gestohlen, weil Hook so ihren Vater Poseidon dazu bringen wollte, ihm ein Mittel in seinem Kampf gegen Rumpelstilzchen zu geben. Ursula bricht nach dem Vorfall mit ihrem Vater und verwandelt ihren Fischschwanz in Tentakel. Nach langer Zeit, in Storybrooke, findet Hook Poseidon mithilfe von Arielle und Vater und Tochter versöhnen sich, womit Ursula auch ihre Singstimme zurück erhält.
Cruella hingegen wurde ihre Kindheit lang von ihrer Mutter in deren Villa gefangen gehalten. Dort trifft sie nach etlichen Jahren Gefangenschaft auf Isaac, den sie dazu bringt, sie zu befreien. Die beiden verbringen einen Abend miteinander, infolgedessen Isaac Cruella Zauberkräfte zuschreibt. Wenig später trifft Isaac auf Cruellas Mutter, die ihm den wahren Grund für Cruellas Gefangenschaft enthüllt. Cruella brachte ihren Vater und die beiden nachfolgenden Ehemänner ihrer Mutter ohne Reue um. Wenig später sucht Cruella ihre Mutter auf und lässt sie mithilfe ihrer neuen Zauberkraft von deren eigenen Hunden töten. Danach näht sich Cruella aus dem Pelz der Hunde einen Mantel. Isaac, der seinen Fehler erkennt, konfrontiert Cruella damit. Sie will ihn erschießen, was Isaac jedoch verhindern kann, indem er ihr die Fähigkeit nimmt, Menschen zu töten. Aus diesem Grund will Cruella Isaac in Storybrooke töten. Sie entführt Henry und wird später von Emma mithilfe von Magie von einer Klippe gestoßen, was Mr. Gold in die Karten spielt, denn die Tötung Cruellas ist ein weiteres Stück zu Emmas Weg in die Dunkelheit. Diese zerstritt sich zuvor schon mit ihren Eltern, nachdem Snow und Charming ihr gestanden, für Maleficents Leiden verantwortlich zu sein, da sie ihr das Kind wegnahmen. Es stellt sich zudem heraus, dass Maleficents Tochter Lilith ist, jenes Mädchen, das Emma als ihre einzige Freundin in ihrer Kindheit bezeichnet. Zusammen mit Regina macht sie sich auf den Weg, Lily nach Storybrooke zu bringen, um Maleficent ihr Happy End zu gewähren. Nachdem sich Lily und Emma versöhnt haben, fahren die drei weiter nach New York zu Robin Hood. Regina hatte kurz zuvor erfahren, dass Robins Ehefrau Marian in Wirklichkeit die mit einem Zauber getarnte Zelena ist. Diese konnte sich vor ihrem endgültigen Tod in das Zeitportal retten, wo sie, kurz bevor Emma und Hook wieder in die Gegenwart zurückkehrten, die echte Marian tötete und ihren Platz einnahm. Gold selber erfuhr von Zelenas Weiterleben, als er während seiner Verbannung in New York ins Krankenhaus eingeliefert werden musste, da seine vielen bösen Taten Auswirkungen auf sein Herz haben und er nicht mehr lange leben wird. Zelena bringt ihn dazu, mit ihr zusammenzuarbeiten, damit sie ihr Ziel erreicht. Sie möchte nach wie vor Reginas Glück zerstören, weshalb sie plant, Regina alles zu nehmen, was diese liebt. Als Regina, Emma und Lily in New York bei Robin sind, enttarnt sich Zelena schließlich und verkündet zudem, von Robin schwanger zu sein. Sie wird von Emma und Regina nach Storybrooke gebracht, wo sie von Regina in die ehemalige Zelle von Belle gesperrt wird. Regina plant zunächst, Zelena mit Isaacs Hilfe unschädlich zu machen, entscheidet sich jedoch dagegen. Isaac flieht und verbündet sich mit Mr. Gold, der ihn dazu anleitet, die komplette Geschichte aller Märchenfiguren neu zu schreiben. Weil Isaac sich ebenfalls ein Happy End als erfolgreicher Autor zuschreibt, verliert er
seine Macht, da der Autor sie nicht zu eigenen Zwecken einsetzen darf. Henry, der als einziger nicht von den von Isaac verursachten Veränderungen betroffen ist, macht sich auf, um seine Familie zu retten. Er gelangt mit Isaac durch ein Portal in den Zauberwald, wo sich die anderen befinden. Er schafft es, Regina zu überzeugen, ihm zu helfen. Nachdem Henry die Schreibfeder von Isaac berührt, wird er zum neuen Autor und kann dadurch alle von Isaac verursachten Probleme rückgängig machen.
Zurück in Storybrooke finden Regina, Emma und die Charmings den sterbenden Mr. Gold. Die Essenz des Dunklen verlässt seinen Körper. Der Zauberlehrling erklärt der Gruppe, dass die Essenz einst von seinem Meister, dem Zauberer Merlin, an eine sterbliche Seele gebunden wurde, damit sie nicht mehr so viel Schaden anrichten kann. Um sie erneut zu binden, braucht man nun die Macht von Merlin. Nachdem der Lehrling selbst von der Essenz angegriffen und besessen wird, kann Emma ihn mit ihrer Magie retten. Als Nächstes wird Regina angegriffen, doch Emma lenkt die Dunkelheit mithilfe des Dolches des Dunklen ab und opfert sich. Sie wird von der Dunkelheit eingesaugt und verschwindet. Zurück bleibt nur der Dolch, auf dem nun der Name Emma Swan steht.

### Fünfte Staffel
Nachdem Emma die Dunkelheit in sich aufgenommen hat, findet sie sich im Zauberwald wieder. Dort irrt sie umher, getrieben von einer Halluzination von Rumpelstilzchen, der eine Manifestation ihrer dunklen Seite ist. Dieser will sie dazu überreden, Merida zu töten, deren Suche sich Emma angeschlossen hat. Im letzten Moment kann sie von Hook und den anderen, die ihr nachgereist sind, davon abgehalten werden. Zusammen mit ihren Eltern, Henry, Regina, Robin, Hook, Belle und Zelena macht sich Emma auf den Weg nach Camelot, um Merlin zu finden, von dem gesagt wird, dass er Emma in ihrer Situation helfen kann. Mithilfe eines Zauberstabs beschwören sie einen Sturm, der sie mitsamt Granny’s Diner nach Camelot befördert. Nachdem sie von König Arthur in Empfang genommen wurden und Camelot betreten, erwacht die Gruppe jedoch wieder in Storybrooke und hat keinerlei Erinnerungen mehr an die Zeit in Camelot. Es stellt sich heraus, dass sich Emma komplett der Dunkelheit hingegeben hat und ihnen die Erinnerungen raubte, um ihren eigentlichen Plan zu verschleiern.
In Camelot angekommen stellt die Gruppe fest, dass sich Merlin zwar tatsächlich dort befindet, aber vorerst in einem Baum gefangen ist. König Arthur ist zudem im Besitz von Excalibur, dessen Spitze jedoch fehlt. Es stellt sich heraus, dass Excaliburs fehlende Spitze der Dolch des Dunklen ist. Da Arthur besessen davon ist, Excalibur wiederzuvereinen, weil er der Meinung ist, dass er nur dann der wahre König sein könne, spielt er ein falsches Spiel mit der Gruppe. Emma und Regina schaffen es schlussendlich, Merlin aus dem Baum zu befreien. Mit Merlins Hilfe gelangt es Emma auch, Excalibur wiederzuvereinen. Dabei erfährt Emma wie der Dunkle überhaupt entstand und warum die Dunklen immer an die Macht des Dolches gebunden sind: Merlin war einst ein einfacher Mann, der auf der Flucht in einer Wüste zufällig den heiligen Gral entdeckte. Sein Reisegefährte trank zuerst, war jedoch der Macht nicht würdig und starb. Merlin hingegen wurde nach dem Trinken aus dem Gral mit seiner großen Macht gesegnet. Er reiste durch die Länder und half den Menschen mit seiner Magie. Schließlich traf er auf Nimue, deren ganzes Dorf von einem grausamen Kriegsherr ausgelöscht wurde. Die beiden verlieben sich ineinander. Getrieben von Rachegedanken trinkt Nimue schließlich, von Merlin unbemerkt, ebenfalls aus dem heilgen Gral. Da sie ihre Macht jedoch benutzt, um einen Menschen zu töten, korrumpiert sie die Dunkelheit. Merlin verwandelt den heiligen Gral daraufhin in ein Schwert, Excalibur, und spaltet die Spitze ab, um die Dunkelheit in Nimue an den Dolch zu binden. Nachdem Emma Excalibur wiedervereint hat, nimmt Arthur das Schwert mit einem Trick an sich. Er bindet Merlin mit Zelenas Hilfe an Excalibur und befiehlt ihm, die restliche Gruppe auszulöschen. Während des Kampfes kann sich Merlin zwar gegen den Einfluss wehren und ihn schließlich brechen, jedoch wird Hook durch Excalibur verletzt. Da Excalibur so mächtig ist, ist diese Wunde für Hook tödlich. Um ihn nicht zu verlieren, macht Emma Hook ebenfalls zu einem Dunklen und bindet seine Seele an Excalibur. Aus diesem Grund löscht sie auch die Erinnerungen aller Mitreisenden. Während ihrer Reisen in Camelot trifft die Gruppe zudem auf Merida, die den Mörder ihres Vaters sucht und ihre Brüder befreien will, die sich in Gefangenschaft befinden, da die Anführer der anderen Clans Merida nicht als ihre Königin anerkennen und selber herrschen wollen. Es stellt sich heraus, dass ihr Vater von König Arthur getötet wurde. Merida schafft es anschließend mit Mulans und Belles Hilfe, die Clans wieder unter sich zu vereinen, als die Königin anerkannt zu werden und das Land zu regieren.
In Storybrooke angekommen versuchen alle zunächst, die Gründe für Emmas Handeln herauszufinden. Emma nahm Excalibur aus Camelot mit nach Storybrooke, wo es sich nun wieder in einem Stein befindet. Jedoch kann Excalibur nur von einem wahren Helden aus dem Stein herausgezogen werden. Aus diesem Grund erweckt Emma Mr. Gold aus seinem Koma. Nachdem dieser nun nicht mehr der Dunkle ist und all seine Dunkelheit aus ihm herausgesaugt wurde, ist er nun ein unbeschriebenes Blatt. Indem sie ihn mit Meridas Hilfe dazu bringt, Belle durch eine heldenhafte Tat zu retten, macht sie ihn somit zu dem Menschen, der Excalibur wieder aus dem Stein ziehen kann. Zunächst scheint es so, als würde Emma mithilfe Excaliburs alles Gute in der Welt vernichten wollen. Nachdem jeder seine Erinnerungen, die Emma in Traumfängern speicherte, wiederbekommen hat, stellt sich heraus, dass Emmas wahrer Plan in Wirklichkeit die Vernichtung der Dunkelheit ist. Aus diesem Grund beschleunigt sie Zelenas Schwangerschaft. Diese bringt ein Mädchen zur Welt, welches fortan von Regina und Robin Hood aufgezogen werden soll. Emmas Plan ist es nun, die komplette Dunkelheit in eine einzige Person, nämlich Zelena, zu transferieren und diese dann umzubringen, womit die Dunkelheit endgültig besiegt wäre. Dieser Plan wird jedoch von Hook vereitelt, der Emma nicht vergeben kann, dass sie ihn zu einem Dunklen gemacht hat. Zelena flieht, wird aber wenig später von Regina nach Oz zurückgeschickt. Schließlich kann Emma zu Hook durchdringen und ihn von der Richtigkeit ihres Planes überzeugen, sodass er sich schlussendlich opfert, um den Plan zu vervollständigen. Jedoch ist der Dolch zum Unwissen aller von Mr. Gold verzaubert worden und der Plan scheitert, da er nun wieder der Dunkle ist. Emma, ihre Eltern, Regina und Henry beschließen daraufhin, sich in die Unterwelt zu begeben, um Hooks Seele zu retten und ihn wiederzuholen.
Die Unterwelt stellt sich als eine Art zweites Storybrooke heraus, wo all die Seelen leben, die noch unerledigte Aufgaben haben, z. B. Peter Pan, Cora, Henry Sr., Charmings Zwillingsbruder James und Cruella De Vil. Als erstes trifft die Gruppe auf Cora, die versucht, Regina wieder in die normale Welt zurückzuschicken. Um dies zu bewerkstelligen, bedroht sie Reginas Vater Henry Sr. damit, seine Seele in tiefere Regionen der Hölle zu verbannen, und ihm damit ewige Qualen zu bereiten. Regina weigert sich jedoch, ihre Freunde zu verlassen, was ihren Vater erlöst und ihn befähigt, an einen „besseren Ort“ zu gelangen. Die Gruppe versucht daraufhin, allen Seelen in der Unterwelt zu helfen, ihre unerledigten Aufgaben zu beenden und weiterzuziehen. Der Herrscher der Unterwelt, Hades, will dies um jeden Preis verhindern. Er bestraft Cora, die mit ihm zusammenarbeitet, für ihr Versagen, indem er sie für alle Ewigkeit wieder zur Müllerstochter macht. Hades hält auch Hook in seiner Gewalt, den er nach der weiteren Rettung einer Seele dazu zwingt, für jede gerettete Seele im Austausch einen Namen seiner Freunde auf einen Grabstein zu gravieren, womit die betroffenen Personen die Unterwelt nicht mehr verlassen können. Zuerst werden Regina, Snow und Emma von Hades ausgewählt, da Hook sich weigert, Namen auf die Grabsteine zu gravieren.
Gold, der einst einen Vertrag mit einem Heiler einging und sein zweitgeborenes Kind diesem versprach, um Baelfire vor dem Tod zu bewahren, trifft in der Unterwelt auf Milah. Gold schließt einen Deal mit Hades ab, um den Vertrag mit dem Heiler zu zerstören. Damit niemand davon erfährt, stöß er Milah in den Fluss der verlorenen Seelen, womit ihre Seele auf Ewig verdammt ist. Belle erfährt dennoch davon und setzt sich freiwillig dem Schlaffluch aus, um ihr Kind zu schützen, da ihr Baby Golds zweitgeborenes Kind wäre. Die Gruppe erfährt zudem, dass es ein Buch ähnlich dem Märchenbuch von Henry in der Unterwelt gibt, worin jeder, der sich in der Unterwelt aufhält, zu finden ist und das Hades’ Schwäche offenbaren kann. Hades zwingt Liam, Hooks Bruder, mit ihm zusammenzuarbeiten, um gewisse Seiten im Buch zu entfernen. Schlussendlich opfert sich Liam für Hook und wird daraufhin erlöst. Die Helden erfahren, dass die Seiten, die Hades an sich gebracht hat, etwas mit Zelena zu tun haben. Es stellt sich heraus, dass sich Zelena und Hades in Oz einst ineinander verliebten. Zelena aber verließ Hades, da sie glaubte, Hades würde sie nur benutzen, um es Zeus heimzuzahlen. Zeus war verantwortlich dafür, dass Hades’ Herz stehenblieb und er in die Unterwelt verbannt wurde. Da Zelena der Schlüssel zu Hades’ Niederlage zu sein scheint, wird sie mitsamt ihrer Tochter von den Helden ebenfalls in die Unterwelt geholt. David gelingt es, Snows’ Namen auf dem Grabstein gegen seinen eigenen auszuwechseln, womit es Snow nun möglich ist, die Unterwelt zu verlassen und sich um ihren gemeinsamen Sohn zu kümmern.
Währenddessen will Cruella Henry dazu bringen, mithilfe der Schreibfeder des Autors, die sich ebenfalls in der Unterwelt befindet, ihr Schicksal umzuschreiben. Zudem hat Cruella eine Affäre mit James. Henry weigert sich jedoch, und am Ende kommt es zu einem Kampf zwischen James und David, infolgedessen David James in den Fluss der verlorenen Seelen stößt.
Hades will Zelena ihren Wunsch nach einer Familie erfüllen, aber zu dem Preis, dass der Rest in der Unterwelt verbleibt. Als Regina dies herausfindet, wendet sie sich an ihre Mutter Cora. Diese gibt Regina und Zelena Erinnerungen zurück, die sie ihnen als Kinder genommen hatte. In ihrer Kindheit hatte Regina einen Unfall mit einem Zauberstab Coras, der sie beinahe tötet. In ihrer Verzweiflung holt Cora Zelena aus Oz, um Regina zu heilen. Die beiden Kinder freunden sich an und finden bald heraus, dass sie Schwestern sind, was Cora missfällt, da sie höhere Pläne für Regina hat und diese Beziehung den Plänen im Weg stehen würde. Sie nimmt beiden die Erinnerungen an dieses Zusammentreffen und verbannt Zelena wieder nach Oz. Nachdem die erwachsenen Zelena und Regina diese Erinnerung von Cora zurückbekommen, versöhnen die beiden sich und Coras Aufgabe ist damit erledigt, was sie dazu befähigt, weiterzuziehen. Schlussendlich können alle über ein Portal am Uhrenturm nach Storybrooke zurückkehren, mit Ausnahme von Hook, da die Helden es nicht geschafft haben, ihn wiederzubeleben.
Hook, der in der Unterwelt zurückbleiben muss, trifft dort auf König Arthur, der von Hades in Storybrooke getötet wurde, da Hades Arthur als Bedrohung ansieht. Zusammen machen sich beide auf die Suche nach den fehlenden Seiten im Märchenbuch, was ihnen auch gelingt. Hook ist in der Lage, das Buch zu reparieren, und damit Emma und den anderen den entscheidenden Hinweis über Hades Schwachpunkt zu liefern: der olympische Kristall. Dieser ist in der Lage, jeden zu töten, auch Götter. Der Kristall bewirkt zudem, dass die Seele der betroffenen Person direkt zerstört wird, ohne dass sie in die Unterwelt gelangt und gerettet werden kann. Dieser Kristall kann allerdings nur mit einem funktionierenden Herzen verwendet werden. Aufgrund des Kusses der wahren Liebe zwischen Hades und Zelena schlägt Hades’ Herz nun wieder und er nimmt den Kristall an sich. Als er damit Regina töten will, wirft sich Robin Hood vor sie und opfert sich. Zelena wendet sich nun gegen Hades und tötet ihn mithilfe des Kristalls, der danach zerstört ist. Auf Robins Beerdigung entschließt sie sich, ihre Tochter zu Ehren von Robin Hood den Namen Robin zu geben. Auf dem Friedhof sieht Emma Hook. Es stellt sich heraus, dass Hook erlöst wurde, nachdem er die fehlenden Seiten des Märchenbuchs gefunden hatte. Er trifft dort jedoch auf Zeus, der ihn als Belohnung für seine Hilfe bei dem Sieg über Hades wiederbelebt. Arthur verbleibt in der Unterwelt, wo der deren Ordnung wiederherstellt – es stellt sich heraus, dass das „zerbrochene Königreich“, das er laut einer Vorhersage wiederherstellen sollte, die Unterwelt ist.
Während der Beerdigung kann Gold einen letzten Rest des olympischen Kristalls an sich bringen, um Belle aufzuwecken, nachdem sich ihr Vater Moe weigert, ihr den Kuss der wahren Liebe zu geben. Gold selber ist dazu auch nicht mehr fähig, da Belle ihn für seine Taten hasst. Gold bindet alle Magie in Storybrooke an den Kristall. Henry möchte die Magie zerstören, da er sie verantwortlich macht für alles Leiden, dass seiner Familie widerfuhr. Unterstützung erhält er dabei von Violet. Als Zelena in Storybrooke ein Portal öffnet, um Merida, Robin Hoods Gefährten sowie den Hofstaat von Arthur zurück in den Zauberwald zu schicken, werden sie, Snow, Charming und Hook ebenfalls in das Portal gezogen und landen in der Welt der unerzählten Geschichten. Dort werden sie von Mr. Hyde gefangen genommen, treffen aber auch auf Dr. Jekyll und stellen später fest, dass beide ein und dieselbe Person sind. Henry schafft es mithilfe des „Antigrals“, den er in einer Bibliothek in New York findet, die Magie zu zerstören, erfährt dann jedoch, dass er damit seine Familie im Land der unerzählten Geschichten eingesperrt hat. Er kann die Leute in New York überzeugen, doch an Magie zu glauben, was die Magie zurückbringt und ein Portal in einem nahegelegenen Springbrunnen erschafft. Aus diesem kehren Zelena, Hook, David und Snow zusammen mit Dr. Jekyll zurück, der es mithilfe eines Serums geschafft hat, sich von Mr. Hyde zu trennen. Er ist im Besitz eines weiteren Fläschchens des Serums, mithilfe dessen sich Regina permanent von ihrer bösen Seite trennt und deren Herz zerstört. Währenddessen schließt Gold mit Hyde einen Pakt ab, was ihn sowie zahlreiche Bewohner des Landes der unerzählten Geschichten nach Storybrooke bringt. Währenddessen stattet die böse Königin, die nicht gestorben ist, dem Drachen in New York einen Besuch ab, zerstört sein Herz und schwört Rache.

### Sechste Staffel
Viele Menschen aus dem Land der unerzählten Geschichten gelangen nach Storybrooke. Während der Verhaftung Hydes fängt Emmas Hand an, unkontrolliert zu zittern. Sie hat außerdem wiederkehrende Visionen ihres Todes, in denen sie von einer vermummten Person erstochen wird. Der nun eingesperrte Hyde rät ihr, zu einem Orakel im Wald zu gehen. Sie erfährt dort, dass sich vor ihre viele Wege ergeben werden, was aber unter Umständen nichts an ihrem Tod ändern wird. Dieses Schicksal ist eng verknüpft mit ihrer Rolle als Retterin, und sie erfährt, dass es vor ihr schon einige Retter gab, unter ihnen Aladdin, denen jedoch allen kein glückliches Ende vergönnt war. Emma verschweigt dieses Wissen vorerst ihrer Familie. Sie beginnt außerdem, wegen ihrer Visionen, eine Therapie bei Archie. Durch einen Trick der bösen Königin, die Archie gefangen nimmt und an seiner Stelle Emmas Geheimnisse erfährt, wird Emma dazu gebracht, ihrer Familie von ihren Visionen zu erzählen.
Mr. Gold versucht weiterhin, Belle vom Schlaffluch zu befreien. Gold dringt mithilfe von magischen Sand in ihre Traumwelt ein und trifft dort auf Morpheus, der sich als sein und Belles ungeborener Sohn herausstellt. Der Sand hatte auch Auswirkungen auf das ungeborene Kind, wodurch es ihm möglich war seinen Vater zu testen. Der Sohn erweckt seine Mutter durch den Kuss der wahren Liebe. Nachdem Belle wieder wach ist, trennt sie sich endgültig von Gold und findet Unterschlupf auf Hooks Schiff, der nun bei Emma einzieht. Währenddessen kommt es zum Streit zwischen Regina und Zelena, nach dem sich Zelena mit der bösen Königin verbündet. Die böse Königin versucht zu verhindern, dass die Helden den Menschen aus dem Land der unerzählten Geschichten helfen, ihr Happy End zu bekommen. Gold und die böse Königin beginnen, zusammenzuarbeiten und gehen eine Affäre ein.
Zusammen mit Dr. Jekyll versuchen Snow und David ein Mittel zu finden, mit dem man die böse Königin und Hyde stoppen kann. Nachdem Belle die Hilfe von Gold ausgeschlagen hat, belegt dieser das Schiff mit einem Schutzzauber, um Belle daran zu hindern, das Schiff zu verlassen. Das Serum, mit dem Hyde und die böse Königin gestoppt werden sollen, geht bei einem Angriff von Hyde auf Jekylls Labor verloren; die letzten Reste des Serums werden von Hyde ausgetauscht. Durch dieses Komplott gelangt Hyde in Besitz des Dolches des Dunklen und zwingt Gold danach, ihn zu Belle zu bringen. Diese hat mittlerweile Gesellschaft von Jekyll. Es stellt sich heraus, dass eigentlich Jekyll der skrupellosere der beiden ist. Gold, durch den Dolch kontrolliert, ist nicht in der Lage, einzuschreiten. Belle wird von Hook gerettet. Als Hook Jekyll tötet, stirbt gleichzeitig auch Hyde, da es sich bei beiden um ein und dieselbe Person handelt. Alle erkennen, dass die einzige Möglichkeit, die böse Königin zu stoppen ist, Regina zu töten. Regina ringt Emma das Versprechen ab, zu tun was nötig sei, sollte es zum Äußersten kommen.
Währenddessen fängt Snow wieder an, als Lehrerin zu arbeiten. Sie bekommt dabei hilfe von Shirin, die sich als Prinzessin Jasmin herausstellt. Sie ist auf der Suche nach Aladdin, dem Retter ihres Königreichs Agrabah. Aladdin rettete einst ihr Königreich vor Jafar und verliebte sich in Jasmin, aber ihre Pflichten und seine Rolle als Retter verhindern eine Beziehung zwischen den beiden. Aladdin wird später von Jafar in Versuchung geführt, indem dieser ihm die Schere des Schicksals gibt, mit deren Hilfe er sich von seinem Schicksal als Retter losschneiden kann. Aladdin verwendet die Scheren, was zum Untergang Agrabahs führte und taucht danach unter. Er kann von Emma in Storybrooke ausfindig gemacht werden, wo er sich seit dem ersten Fluch aufhält. Er übergibt Emma die Schere, die diese wiederum an Hook weitergibt, damit er sie entsorgt. Entgegen seinen Versprechungen zerstört Hook die Schere jedoch nicht, sondern versteckt sie lediglich. Henry findet es heraus, versöhnt sich aber nach einem gemeinsamen Abenteuer mit diesem, da er erkennt, dass Hook nun zur Familie gehört. Die böse Königin jedoch holt sich die Schere, die Henry zuvor ins Meer geworfen hatte, zurück und übergibt sie Gold.
Es kommt zum Zerwürfnis zwischen Zelena und der bösen Königin, als Zelena, manipuliert durch Regina, mitbekommt, wie die böse Königin und Gold sich küssen. Die böse Königin ruft später die Bewohner von Storybrook zusammen und droht, alle umzubringen, wenn sich Snow und David nicht sofort ausliefern würden. Die beiden stellen sich und die böse Königin reißt den beiden das Herz heraus. Anstelle die beiden zu töten belegt sie sie jedoch mit einem neuen Schlaffluch, denn Snow und David sollen bestraft werden und ihre Einsamkeit fühlen. Von nun an ist immer einer der beiden wach, während der andere schläft. Durch einen Kuss werden die Rollen lediglich getauscht. Regina schafft es schlussendlich, den Fluch aufzuheben, indem sie alle Bewohner von Storybrooke dazu bringt, sich freiwillig ebenfalls zu verfluchen, wodurch der eigentliche Fluch seine Wirkung verliert.
Aladdin und Jasmin verbünden sich mit Zelena, die den Zauberstab des Zauberers aus Golds Shop benötigt. Aladdin kann diesen besorgen und findet dabei auch die Lampe eines Dschinns. Beim benutzen der Lampe stellen sie fest, dass diese leer ist. Aladdin legt sich daraufhin die Armbänder an, die aus der Lampe kamen, und wird selbst zu einem Dschinn. Gold jedoch holt sich den Zauberstab zurück legt Belle ein goldenes Armband an, womit er immer in der Lage ist, sie aufzuspüren. Dabei stellt er auch fest, dass er Zelena nicht wehtun kann, da ihre Herzen miteinander verbunden sind, seit Zelena Gold damals in New York heilte. Gold und die böse Königin wollen nun versuchen, Zelena aus dem Weg zu schaffen, jedoch zerbricht diese Partnerschaft sehr schnell, nachdem Regina der bösen Königin klarmacht, dass Gold sie nur benutzt. Obwohl Regina Zelena vor dem Tod durch die böse Königin rettet, versöhnen sich die beiden nicht, da Regina Zelena den Tod von Robin Hood nicht vergeben kann. Bei Belles Suche nach einem Weg Gold zu stoppen stellt sich heraus, dass Gold der Sohn der schwarzen Fee ist, woher auch seine große Abneigung gegenüber Feen herrührt. Die böse Königin, die sich nun an Rumpel rächen will, beschleunigt Belles Schwangerschaft gegen Golds Willen, was zur Vertiefung des Zerwürfnisses zwischen Belle und Gold führt. Nachdem Belle ihren Sohn Gideon auf die Welt gebracht hat, übergibt sie ihn schweren Herzens an die blaue Fee, die ihn in Sicherheit bringen und fernab von Golds Reichweite großziehen soll.
Bei einer Konfrontation mit der bösen Königin am Grabe Robin Hoods findet Emma ein Schwert, mit dem es ihr möglich ist, die böse Königin zu verletzen, ohne Regina in Mitleidenschaft zu ziehen. Durch das Schwert hat Emma eine weitere Vision und sieht, dass sie mit diesem Schwert getötet wird. Die böse Königin gelangt an die Wunderlampe und wünscht sich von Dschinn Aladdin, dass Emmas Wunsch, niemals die Retterin gewesen zu sein, gewährt wird. Durch einen Trick kann David die Lampe an sich bringen und wird zum neuen Meister des Dschinns. Er wünscht sich, dass die böse Königin genau das bekommt, was sie verdient, jedoch passiert zunächst nichts. Mit seinem zweiten Wunsch schickt er Regina zu Emma, die sich nun, bedingt durch den Wunsch, in einer alternativen Realität aufhält. Zuletzt gibt Charming die Lampe an Jasmin zurück, damit sie sich und Aladdin zurück nach Agrabah wünschen können. Wenig später erscheint eine vermummte Gestalt in Storybrooke, die die böse Königin ausfindig macht und sie in eine Schlange verwandelt. Es stellt sich heraus, dass diese vermummte Person Gideon ist. Dieser wurde von der schwarzen Fee entführt und in eine sehr dunkle Welt gebracht, in der die Zeit anders verläuft. In Golds Geschäft treffen Belle und Gold zum ersten Mal auf ihren nun erwachsenen Sohn. Es stellt sich außerdem heraus, dass Gideon die in Emmas Visionen vorkommende Person ist, die sie töten wird.
Im Wunschreich kann Regina Emma aufspüren. Emma ist zunächst ohne ihre Kräfte, da sie in dieser Realität nicht die Retterin ist. Sie bekommt ihre Kräfte aber zurück, als Regina Henry bedroht. Die beiden machen sich auf den Rückweg nach Storybrooke. Kurz bevor beide in ein Portal zurück steigen wollen, treffen sie jedoch auf Robin Hood, was Regina so lange zögern lässt, bis das Portal wieder geschlossen ist. Mit der Hilfe Pinocchios und dem Holz eines magischen Baumes gelingt es Emma und Regina nach Storybrooke zurückzukehren. Regina kann dabei auch Robin Hood überzeugen, sich ihnen anzuschließen. Regina muss jedoch bald feststellen, dass Robin Hood aus dem Wunschland mit dem ursprünglichen Robin nicht viel gemeinsam hat, da aufgrund der Umstände sein Leben komplett anders verlief als das des echten Robin. Dieser wendet sich bald der bösen Königin zu und es kommt zu einem Entscheidungskampf zwischen beiden Reginas. Die böse Königin trennt mithilfe der Schere des Schicksals sich und Regina voneinander. Im Kampf bekommt Regina schließlich die Oberhand, entscheidet sich jedoch letztendlich dazu, die böse Königin nicht zu töten, da sie erkennt, dass sie in erster Linie lernen muss, sich selbst zu lieben. Sie teilt und verschmilzt anschließend ihre beiden Herzen, sodass beide zur Hälfte gut und zur Hälfte böse sind. Anschließend gewährt Regina der bösen Königin einen Neuanfang in einem anderen Land. Dort erneuert die böse Königin ihre Beziehung zu Robin Hood.
Währenddessen macht sich Gideon daran, die schwarze Fee aus ihrer Verbannung zu retten. Die schwarze Fee stahl Gideon als Säugling von der blauen Fee und zog ihn in ihrer Welt auf, wo er 28 Jahre lang mit Folter und Grausamkeiten konfrontiert wurde. Das lässt in ihm den Wunsch reifen, die Retterin aufzusuchen und ihre Hilfe in Anspruch zu nehmen, um die schwarze Fee zu besiegen. Diese durchkreuzt seinen Plan jedoch und nimmt sein Herz an sich, womit sie ihn kontrolliert und ihm den Befehl gibt, die Retterin zu töten. Wenig später hat Henry Anfälle und schreibt merkwürdige Zeichen nieder. Nachdem Regina Isaac, den vorherigen Autor, konsultiert hat, enthüllt dieser, dass die Zeichen nur eines bedeuten können: der letzte Kampf steht bevor. Dieser wird zwischen der schwarzen Fee und Emma ausgetragen. Um erfolgreich zu sein, will die schwarze Fee mit Gideons Hilfe Emma isolieren.
Hook macht Emma einen Heiratsantrag, den sie annimmt. Nachdem Hook von Gideon verbannt wurde, trifft er in Nimmerland auf Tiger Lily, die ihm die Hälfte eines Zauberstabs gibt, mit dem man die schwarze Fee aufhalten kann. Emma schafft es, Hook aus Nimmerland zu befreien. Die zweite Hälfte des Zauberstabs befindet sich in Storybrooke. Obwohl die Helden beiden Hälften an sich bringen können, kann die schwarze Fee den Zauberstab zerstören. Aber auch ihr Plan erleidet einen großen Rückschlag, nachdem Zelena ihre gesamte Magie opfert, um ein mächtiges Werkzeug der schwarzen Fee zu zerstören. Daraufhin versöhnen sich Zelena und Regina endgültig. Die schwarze Fee lässt einen weiteren, noch mächtigeren dunklen Fluch los, der Storybrooke kurz nach der Hochzeit von Emma und Hook trifft, um den letzten Kampf zu provozieren.
Henry erwacht danach auf dem Dach, wo zuvor die Hochzeit stattgefunden hatte. Er macht sich auf die Suche nach Emma und findet sie schließlich in einer Nervenklinik. Der Fluch erschuf neue Erinnerungen für Emma. Sie glaubt nun, dass alles, was zuvor in Storybrooke geschehen war, tatsächlich nur Hirngespinste von Henry waren. Fiona, die schwarze Fee, nun Bürgermeisterin von Storybrooke, bietet Emma an, die Nervenheilanstalt und Storybrook endlich verlassen zu können, wenn sie sich endgültig davon lossagt, an Henrys Geschichten zu glauben. Emma verbrennt schließlich Henrys Märchenbuch und kehrt nach Boston zurück. Währenddessen finden sich die anderen Märchenfiguren in ihren ursprünglichen Welten wieder. Diese beginnen jedoch zu zerfallen, da die Retterin nicht mehr an sie glaubt. Kurz vor der endgültigen Zerstörung jedoch findet Emma in ihrer Wohnung in Boston ein von Henry selbstgezeichnetes Buch und erinnert sich wieder an alles, womit die Zerstörung aufgehalten wird. Snow, Charming, Regina, Zelena und Hook kehren nach Storybrooke zurück.
Währenddessen versucht Fiona, Mr. Gold dazu zu verleiten, auf ihrer Seite zu kämpfen. Aus diesem Zweck trennt sie Gold von Belle, obwohl sie ihrem Sohn vorher versprach, dass die beiden nach dem Fluch noch zusammen sein würden. Gold tötet seine Mutter schließlich mit ihrem eigenen Zauberstab, womit er seine eigentliche Bestimmung erfüllt und selber zum Retter wird: Ihm wurde zu seiner Geburt vorhergesagt, er werde das größte Dunkle der Welt besiegen, welches am selben Tag geboren würde wie er. Besorgt darüber beginnt seine Mutter, sämtliche Feenbücher zu lesen, um etwas über das große Dunkle zu erfahren. Sie verwandelt sich durch einen Trick mithilfe von Tiger Lilys Zauberstab selbst in eine Fee. Nachdem ihre Suche erfolglos bleibt, will sie schließlich mithilfe des von ihr kreiirten dunklen Fluches verhindern, dass ihrem Sohn etwas zustößt. Dabei verdunkelt sich ihr Herz, da ihr jedes Mittel recht ist, sogar die Tötung von Tiger Lily, die Blue aber verhindern kann. Dadurch verwandelt sie sich in die schwarze Fee und es wird ihr klar, dass sie selbst das große Dunkle ist, das ihr Sohn besiegen wird. Die schwarze Fee wird im Anschluss von Blue verbannt.
Da jedoch Gideon seines Herzens beraubt wurde und den Befehl erhielt, Emma zu töten, machen sich Gold und Belle auf die Suche nach Gideons Herz, um dies zu verhindern. Gold wird schließlich fündig, kann jedoch nicht verhindern, dass Gideon seinen Auftrag ausführt, da die schwarze Fee das Herz so verzaubert hatte, dass alles Einwirken von außen nicht funktioniert. Es kommt zur finalen Konfrontation zwischen Gideon und Emma. Schließlich opfert sich Emma bereitwillig und lässt sich von Gideon töten. Nachdem Henry Emma sagt, dass er sie liebt und ihr eine Kuss auf die Stirn gibt, bricht der Fluch. Dies war möglich, da sich sowohl die gute Seite als auch die böse Seite dazu entschieden, das Richtige zu tun. Infolgedessen werden alle Märchenwelten wiederhergestellt und Gold und Belle finden Gideon in ihrer Nähe, der nun wieder ein Säugling ist. Der Rest der Figuren lebt danach scheinbar glücklich bis ans Ende seiner Tage.

### Siebte Staffel
Henry wird zunehmend unzufrieden mit seinem Leben in Storybrooke. Nach einem Besuch im Haus des Zauberlehrlings findet er viele Märchenbücher aus anderen Ländern, welche die ihm bekannten Geschichten auf eine andere Art erzählen. Er macht sich auf den Weg, um sein eigenes Abenteuer zu finden und verlässt Storybrooke durch ein Portal. In einer neuen Welt trifft er auf Cinderella, in die er sich beinahe sofort verliebt. Auf einem Ball bekommt er mit, dass Lady Tremaine Cinderella den Mord am Prinzen, den sie selbst beging, anhängt und bietet ihr seine Hilfe an, wobei er selber gefangen genommen wird. Mit Hilfe von Regina und Hook kann er sich aus der Gewalt von Lady Tremaine befreien. Henry überzeugt Regina, ihn fortan zu begleiten, da sie in Storybrooke nichts hält und sie dort ihr Glück nicht finden würde. Während der Rettungsaktion von Henry trifft Hook auch auf seine gealterte Version aus der Wunschwelt. Hook aus der Wunschwelt hat noch eine offene Rechnung, da er eine Tochter hat, von der er getrennt wurde und die er nun sucht. Auch er schließt sich Henry an. Emma und Hook aus der echten Welt kehren nach Storybrooke zurück, nachdem Emma Henry verkündet, dass sie schwanger ist. Cinderella wird von Prinzessin Tiana gerettet und für eine Gruppierung angeworben, die gegen Lady Tremaines Herrschaft kämpft. Auch Henry, Regina und Hook schließen sich dieser an.
Jahre später steht ein junges Mädchen, Lucy, vor der Tür des jetzt erwachsenen Henry, der in Seattle wohnt. Sie sagt ihm, sie sei seine Tochter und seine Familie würde ihn brauchen. Henry glaubt ihr nicht, da er verflucht wurde. Durch einen Trick bringt Lucy Henry dazu, sie in ihrem Zuhause aufzusuchen, einem Stadtteil von Seattle mit dem Namen Hyperion Heights. Dort trifft er auf Jacinda, Lucys Mutter, die in Wahrheit Cinderella ist. Henry ist sofort von ihr angetan. Jacinda wohnt zusammen mit Lucy in einer Wohngemeinschaft mit Sabine, eigentlich Tiana, und versucht sich mit diversen, schlecht bezahlten Jobs über Wasser zu halten. Das missfällt Lady Tremaine, die in Seattle den Namen Victoria Belfrey trägt und die die Macht über den Stadtteil zu haben scheint, sehr. Auch zu Ivy, Victorias leiblicher Tochter, vor dem Fluch unter dem Namen Drizella bekannt, die als Sekretärin für ihre Mutter arbeitet, hat Jacinda kein sonderlich gutes Verhältnis. Jacinda und Victoria befinden sich in einem verbitterten Streit um Lucys Sorgerecht, da Victoria Jacinda für verantwortungslos hält. Lucy vermutet, dass Victoria die Märchenfiguren vertreiben und so voneinander trennen will, sodass sie niemals wieder zusammen finden. In einer Bar trifft Henry auf Roni, die neue Fluch-Identität von Regina. Nachdem sein Auto geklaut wurde, macht er Bekanntschaft mit dem Polizisten Rogers, der neuen Identität von Captain Hook aus der Wunschwelt. Dieser wird bald der neue Partner von Weaver (eigentlich Rumpelstilzchen), einem augenscheinlich korrupten Polizisten. Eine wichtige Informantin von Weaver ist Tilly, eine junge Frau die offenbar an psychischen Problemen leidet. Tillys wahre Identität ist Alice, Hooks Tochter. Beide können sich jedoch wegen des Fluchs nicht an die gemeinsame Verbindung erinnern.
Vor dem Aussprechen des Fluches lebte Lady Tremaine, damals noch als Rapunzel bekannt, ein einfaches Leben mit ihrem Mann Marcus und ihren zwei Kindern Drizella und Anastasia. Als Marcus schwer erkrankte, beschloss sie, die Hexe Gothel zu bestehlen und Kräuter aus ihrem Garten zu holen, wird jedoch dabei von Gothel entdeckt. Rapunzel verspricht, Gothel alles zu geben, was diese sich wünscht, wenn ihr Mann wieder gesund werden würde. Gothel stimmt zu und heilt Rapunzels Mann, sperrt sie jedoch im Ausgleich dafür in einen Turm. Erst nach sechs Jahren gelingt es Rapunzel, aus dem Turm zu fliehen. Sie findet ihre Familie, muss jedoch feststellen, dass ihr Mann neu geheiratet hat. Seine neue Frau, Cecilia, ist die Mutter von (Cinder)Ella, die fortan mit im Haus lebt. Rapunzel schafft es, schnell eine gute Beziehung zu ihrer jüngeren Tochter Anastasia herzustellen. Durch das gute Verhältnis von Anastasia und Rapunzel fühlt sich Drizella vernachlässigt und wendet sich immer mehr ihrer neuen Stiefmutter zu, was wiederum Eifersucht in Rapunzel weckt. Auf Drizellas Geburtstagsfeier bekommt Rapunzel Besuch von Gothel, die ihr ein Gift überreicht, mit dem man verhindert, dass zwei Menschen, die sich wirklich lieben, in der Nähe voneinander sein können. Zunächst sträubt sie sich, verabreicht der neuen Frau ihres Mannes aber letztendlich aus Eifersucht das Gift, was dazu führt, dass diese ins Wunderland flüchtet, wo sie später getötet wird. Gothel offenbart danach Rapunzel, dass dies ein Test war, um einen Menschen mit einem reinen Herzen zu finden, der für die Rolle des „Beschützers“ in Frage kommt. Der genaue Zweck und die Rolle des Beschützers bei allem bleiben vorerst unklar.
Jahre nach dem Verschwinden von Ellas Mutter ist die ganze Familie im Winter auf einem Ausflug an einem zugefrorenen See. Ella betritt den See und bemerkt nicht, dass das Eis zu brechen beginnt. Sie und Anastasia, die ihr helfen will, brechen ein. Marcus eilt sofort zu Hilfe, kann aber nur Ella retten. Anastasia ertrinkt im See, womit Rapunzel nicht umgehen kann. Sie wendet sich an Gothel, die Anastasia magisch konserviert, sodass diese nicht stirbt. Im Gegenzug möchte sie Rapunzel erneut im Turm einsperren, jedoch schafft Rapunzel es, Gothel auszutricksen, sodass diese nun im Turm eingesperrt ist. Da Rapunzel bereits einmal fliehen konnte, überarbeitete Gothel den Schutz auf den Turm. So kann jeder, der sich darin befindet diesen nur verlassen, wenn ein Nachfahre den eigenen Platz einnimmt. So überlistet Gothel Jahre später den zufällig vorbeikommenden Hook, indem sie die Gestalt von Rapunzel annimmt. Die beiden verbringen eine Nacht miteinander. Hook beschafft ihr eine magische Blume, mit der sie ihre Schwangerschaft beschleunigt. Da sie nun einen Nachfahren hat, der an ihrer Stelle im Turm ist, kann Gothel diesen verlassen. Hook bleibt zunächst mit seiner Tochter zurück, die er nach seiner Mutter Alice benennt. Alice wird Jahre später aus dem Turm befreit, jedoch können sie und Hook sich nicht nahekommen, da auch er mit dem Fluch des vergifteten Herzens verflucht wurde, der es beiden unmöglich macht, sich zu nähern.
Drizella erweckt zunächst den Eindruck von Victoria stark unterdrückt zu werden, da sie jeden Wunsch und Befehl ihrer Mutter ausführt. Langsam stellt sich jedoch heraus, dass sie in Wahrheit dafür verantwortlich ist, dass die Bewohner des Zauberwaldes von dem neuen dunklen Fluch getroffen wurden, auch wenn dieser nicht von ihr ausgesprochen wurde. Ihr Ziel ist es, ihrer Mutter alles zu nehmen, was dieser wichtig ist, da Drizella sich von ihr vernachlässigt und ungeliebt fühlt, weil Lady Tremaine ihre jüngere Schwester Anastasia immer bevorzugte. Während ihrer Jugend im Zauberwald entdeckt Drizella, dass sie selbst magische Fähigkeiten hat. Weil sie um ihr Leben fürchten muss, da Lady Tremaine plant, Drizella zu opfern, damit ihr reines Herz Anastasia wiedererwecken kann, will sie ihre Mutter töten. Sie trifft auf Regina, die sie vorerst augenscheinlich von ihrem Racheplan abbringen kann und sie in Magie schult. Drizella zieht jedoch ihren Plan durch und verdunkelt durch einen Mord ihr Herz, damit dieses für ihre Mutter unbrauchbar wird. Danach schließt sie sich dem Zauberkreis der Acht an, von dem Gothel die Anführerin ist. Drizella droht damit, den dunklen Fluch auszusprechen, den sie so modifiziert, dass es beinahe unmöglich ist, ihn zu brechen, weshalb sie von Lady Tremaine durch Blutmagie versteinert wird. An Lucys 8. Geburtstag wird Drizella von Gothel befreit, mit der sie anschließend Henry kidnappt und vergiftet. Weil Regina nicht möchte, dass Henry stirbt, ist sie es, die den dunklen Fluch ausspricht, was genau so von Gothel und Drizella geplant war.
In Hyperion Heights werden Rogers und Weaver zu Partnern. Beide verfolgen jedoch eigene Pläne. Zunächst hat Weaver keine Erinnerungen an sein vorheriges Leben, erlangt sie jedoch durch Tilly zurück. Diese wird in Seattle üblicherweise durch Medikamente ruhiggestellt, die dafür sorgen, dass sie sich nicht an ihre Märchenvergangenheit erinnern kann. Als sie diese absetzt, erwacht sie aus dem Fluch und versucht, Weaver dazuzubringen, sich wieder zu erinnern. Mit dieser Aufgabe betraute Rumpelstilzchen sie im Zauberwald, kurz bevor sie vom Fluch getroffen wurden. Dazu gab er Alice die damals von Belle beschädigte Teetasse. Tilly führt Weaver in das Versteck und gibt ihm die Tasse, jedoch kann er sich trotzdem nicht erinnern. Aus Verzweiflung schießt Tilly Weaver an und verwundet ihn tödlich. Da Weaver jedoch als der Dunkle unsterblich ist, überlebt er die Schusswunde und kann sich fortan wieder an alles erinnern. Danach macht sich Weaver auf die Suche nach dem ominösen Wächter, von dem er sich verspricht, dass er ihn sterblich machen kann. Diesen Wunsch hegt er, da Belle nach einem langen und erfüllten Leben gemeinsam starb und Rumpel nicht mehr der Dunkle sein möchte, da Belle ihm versprach, sie würden im Tode vereint sein.
Auch Rogers dient Tilly als Informationsquelle. Nachdem Victoria dafür sorgen wollte, dass Henry aus Hyperion Heights verschwindet, verbündet dieser sich mit Rogers und Roni, um Beweise gegen Victoria zu sammeln. Dabei stößt er auf die Akte von Eloise Gardener, einem vermissten Mädchen, und ist von nun an verbissen dabei, sie zu finden. Dabei sucht er Hilfe bei Tilly. Da Weaver von Victoria bedroht und erpresst wird, bringt er Tilly allerdings dazu, Rogers Fehlinformationen zu geben. Rogers findet dies heraus und observiert Victoria, die Gothel in ihrem Gebäude gefangen hält. Nachdem Victoria klar wird, dass Ivy und Gothel zusammenarbeiten, versucht sie, Gothel in ein anderes Versteck zu bringen. Dabei wird sie von Rogers gefasst, der annimmt, dass es sich bei Gothel um Eloise Gardener handeln müsse, einen Umstand, den Gothel nicht korrigiert. Daraufhin wird Victoria verhaftet. Sie schlägt Weaver einen Deal vor, den dieser annimmt: Sie versorgt Waever mit Informationen über den Wächter, wenn er sie im Gegenzug wieder freilässt.
Seit Anastasias Unfall versucht Lady Tremaine alles, um diese wieder aufzuwecken. Sie findet heraus, dass sie ihre Tochter mit einem reinen Herzen wiedererwecken kann, wobei allerdings die andere Person stirbt. Nachdem Drizella ihr Herz absichtlich verdunkelte, sucht Lady Tremaine nach einem anderen Weg, den sie erst nach dem Fluch in Seattle umsetzen kann. Dafür möchte sie die Hilfe von Gothel, die sie zunächst in ihrem Gebäude gefangen hält. Gothel verweigert jedoch die Zusammenarbeit, und nach und nach stellt sich heraus, dass Gothel mit Ivy unter einer Decke steckt. Nachdem Gothel befreit und Victoria aus dem Gefängnis entlassen wurde, schafft Victoria es, Anastasia wiederzuerwecken. Victoria hatte Anastasias Sarg unter dem Gemeinschaftsgarten in Hyperion Heights versteckt und beförderte ihn zu Tage. Um Anastasia wiederzubeleben, muss sie Lucys Glauben an Happy Ends zerstören, was ihr auch gelingt. Nachdem Anastasia aufgewacht ist, fällt Lucy ins Koma. Weaver nimmt an, dass es sich bei dem Wächter um Anastasia handelt, einen Umstand, den Victoria vehement bestreitet. Als Weaver Anastasia testet, zeigt sich zudem, dass sie auch in Seattle starke Zauberkräfte besitzt. Diese will Ivy für sich nutzen und gibt ihrer Schwester ein Armband, dass ihre Magie eindämmen soll, da sich Anastasia zudem auch sehr stark vor ihren Kräften fürchtet. Ivy wird jedoch von Gothel betrogen, was dazu führt, dass Ivys gesamte Zauberkraft auf Anastasia übertragen wird. Anschließend wird Ivy von Gothel in einen Brunnen geworfen, in dem sich auch Victoria befindet, während Anastasia von Gothel für den Zauberkreis der Acht rekrutiert wird.
Derweil steht Roni vor einer gewaltigen Zwickmühle. Nachdem sie von Ivy aus dem Fluch erweckt wurde, wird sie von dieser gezwungen, dafür zu sorgen, dass sich Henry und Jacinda nicht näherkommen und damit den Fluch möglicherweise brechen könnten, da Henry sonst sterben würde. Lucys einzige Chance, aus dem Koma zu erwachen ist jedoch, dass der Fluch gebrochen wird. Verzweifelt sucht Regina nach einer Möglichkeit und wendet sich schließlich an Zelena, die mittlerweile in San Francisco lebt, verlobt ist und auch keine Erinnerungen an ihr vorheriges Leben hat. Regina weckt sie ebenfalls aus dem Fluch auf und beide schließen sich zusammen, um eine Möglichkeit zu finden sowohl Henry als auch Lucy zu retten.
Ivy und Victoria gelingt es aus Gothels Brunnen zu fliehen und Victoria opfert ihr Leben um Ivy zu retten, wodurch Lucy aus ihrem Koma erwacht. In einem Rückblick versuchte Gothel Zelenas Tochter Robin zu opfern um das Medium Madam Leota ins Leben zurückzuholen. Durch Zelenas eingreifen stirbt Robin zwar nicht, verliert aber ihre Zauberkräfte, die sie ihrer Mutter überlässt, da sie mehr nach ihrem Vater kommt.
Nach dem Tod ihrer Mutter bereut Ivy ihre Taten. Sie entschuldigt sich bei Roni, Henry und Jacinda. Anschließend rettet sie Anastasia vor Gothel und kehrt mit ihr in den Zauberwald zurück, wo sie einen Neuanfang starten wollen.
In Hyperion Heights beginnt eine mysteriöse Person auf Hexenjagd zu gehen. Es scheint zunächst so, als sei Tilly die Schuldige, da sie mit einem blutigen Skalpell im Krankenzimmer des Opfers gefunden wurde. Rogers kann jedoch ihre Unschuld beweisen und lädt sie ein bei ihm zu leben. Tilly freundet sich auch mit Margot, der Fluch-Identität von Robin, an. Im Zauberwald wurde Alice von einem Troll aus ihrem Turm befreit, aber die Dorfbewohner machten Jagd auf ihn, da sie ihn für gefährlich hielten. Alice kann den Troll dank Robins emotionaler Unterstützung und ihrer Magie ruhig stellen.
Währenddessen taucht Mr. Samdi in der Gegend auf. Im Zauberwald war er Dr. Facilier und befand sich in einer Fehde mit Tiana. In Hyperion Heights hat er es auf den Dolch des Dunklen abgesehen, er lässt auch seine vergangene Romanze mit Roni neu aufleben.
Henry wird von Nick entführt, der ihm die Testergebnisse zeigt, die bestätigen, dass er Lucys Vater ist. Es wird außerdem offenbart, dass Nick Hänsel ist und einen Groll gegen Zelena und Hexen im Allgemeinen hegt. Als Kind wurde er von Zelena verbrannt, und seine Schwester Gretel von Drizella getötet als beide sich dem Zauberkreis anschließen wollten. Er versucht Zelena zu töten wie die anderen Hexen, aber sie kann sich verteidigen und kehrt mit Ronis Segen und ihrem Verlobten Chad nach San Francisco zurück.
Tilly fängt an für Sabines Food Truck zu arbeiten und vertieft ihre aufkeimende Romanze mit Margot. Ein weiterer Angestellter des Trucks ist Drew, ein alter Freund von Sabine, der im Zauberwald Prinz Naveen war. Auch er erinnert sich an seine Märchenvergangenheit, da Mr. Samdi ihm aufgeweckt hat und ihn aufgrund eines vergangenen Handels zwingt für ihn zu arbeiten.
Nach seiner Verhaftung wird Nick von Samdi getötet, da er keinen Nutzen für ihn hat. Weavers Dolch verschwindet plötzlich, weshalb er etwas Magie von Roni stiehlt, die Samdi ihr gegeben hat, um Henry zu heilen. Es stellt sich jedoch heraus, dass der Dolch bei Tilly war, die ebenfalls ein Wächter ist. In der Vergangenheit sollten sie diese Rolle übernehmen, aber Rumpelstilzchen hielt sie auf, da er nicht wollte, dass sie wie er die Bürde der Unsterblichkeit erleiden muss.
Gothel beginnt mit ihrem Plan, ihren Zauberkreis wiederzuerwecken. Sie verzaubert einen Polizisten, der für sie die restlichen Hexen auftreibt. Es wird offenbart, dass Gothel eine Baumnymphe ist und eigentlich aus der realen Welt stammt. In der Vergangenheit hatte sie sich mit einer Gruppe Menschen angefreundet, die sie gedemütigt und ihr Zuhause und ihre Familie vernichtet haben. Gothel tötet alle Menschen bis auf ein Mädchen Names Seraphina, das ebenfalls Zauberkräfte besitzt. Die beiden gingen in den Zauberwald um weitere Hexen zu finden und später die Menschheit erneut auszulöschen.
Obwohl Henrys Herz von Samdi geheilt wurde, ist er immer noch nicht in der Lage zu glauben. Es wird offenbart, dass die Märchenfiguren aus Hyperion Heights in die Vergangenheit geschickt wurden, in die Zeit bevor Henry Storybrooke verlassen hat. Henry entdeckt die Adoptionsunterlagen von Regina und ruft bei ihrer Telefonnummer an, was zu einer Unterhaltung mit seinem jüngeren selbst führt und seinen Glauben und seine Erinnerungen wiederherstellt.
Henry bricht den Fluch, indem er Roni einen Kuss der Wahren Liebe gibt. Das Brechen des Fluches befreit Tilly aus Gothels Zauber und gibt ihr die Möglichkeit, sich ihrer Mutter zu stellen. Gothel wird von Tilly in einen Baum verwandelt und Tilly schwört nicht dieselben Fehler wie ihrer Mutter zu machen.
Die Wunschreich-Version von Rumpelstilzchen taucht auf und tötet Dr. Facilier und entführt Ella und Lucy. Henry, Regina, Hook und Rumpelstilzchen machen sich auf ins Wunschreich, um Henrys Familie zu retten. Das Wunschreich-Rumpelstilzchen bringt Henry dazu, den Stift des Autors zu besorgen, und sperrt ihn Hook und das Original-Rumpelstilzchen in eine Schneekugel, in der auch Lucy und Ella gefangen sind. Regina lässt er draußen, damit die Wunschreich-Version von Henry sich an ihr für den Tod seiner Großeltern rächen kann.
Alice spürt, dass ihr Vater in Gefahr ist, und sie und Robin fahren mit Hilfe einer Zauberbohne nach Storybrooke, um Hilfe zu holen. Zunächst werden sie mit Feindseligkeit getroffen, Robin kann jedoch ihre Mutter überzeugen ihnen zu helfen. Alice, Robin, Zelena und die Charmings machen sich auf ins Wunschreich, wo sie Henry und die anderen befreien. Sie entdeckten außerdem, dass das Wunschreich-Rumpelstilzchen plant sie alle zu trennen und sie in seinen eigenen verdrehten Märchen zu fangen. Regina duelliert sich mit Wunschreich-Henry und überzeugt ihn seine Rache aufzugeben, Hook steht an der Schwelle des Todes, als er Alice davor bewahrte in ein Portal gezogen zu werden. Rumpelstilzchen gibt jedoch sein Herz, wodurch er und seine Wunschreich-Version ihr Leben verlieren und Hook geheilt wird.
Rumpelstilzchen bekommt durch diese letzte gute Tat auch sein Happyend und wird für immer mit Belle vereint.
Regina führt anschließend einen weiteren Fluch aus um alle Märchenwelten zu vereinen. Einige Zeit später fährt Zelena mit Regina zu Snow Whites und Davids Schloss und Regina erzählt Zelena das Maleficent den Vater ihrer Tochter Lilith gefunden hat welcher Zorro ist. Im Schloss angekommen erfährt Regina, dass alle wollen, dass sie die Herrschaft über die Märchenwelten übernehmen soll. Regina wird nach einer Unterbrechung von Emma, Hook und ihre Tochter Hope, von Snow White zur guten Königin gekrönt. Regina hält dann eine Rede über zweite Chancen und trotz allem, was jeder durchgemacht hat, um sein Glück zu finden, werden ihre Leben und ihre Geschichten weitergehen.
Nachdem Regina ihre Rede mit einstimmigem Jubel gehalten hat, während Emma, Hook und Hope zur Unterstützung zuschauen, zoomt die Kamera aus dem Schloss und bewegt sich in Richtung Storybrooke, wo sie die verschiedenen Teile der Stadt zeigt, einschließlich Granny’s Diner, Golds Laden, Geschäfte entlang der Hauptstraße und dem Glockenturm. Die Kamera zeigt dann eine Aufnahme der Stadtgrenze, wo sie auf das Schild „Leaving Storybrooke“ zoomt und die Serie abschließt.

## Besetzung und Synchronisation
Die deutsche Synchronisation entsteht nach Dialogbüchern von Kai Taschner und Cosima Kretz unter der Dialogregie von Taschner und Christian Weygand durch die Synchronfirma Film- & Fernseh-Synchron in München.

### Hauptbesetzung
| Figur in der realen Welt      | Figur in der Märchenwelt            | Schauspieler          | Bild                  | Hauptrolle | Nebenrolle                                  | Synchronsprecher                        |
| ----------------------------- | ----------------------------------- | --------------------- | --------------------- | ---------- | ------------------------------------------- | --------------------------------------- |
| Regina MillsRoni              | Regina Mills/Die böse Königin       | Lana Parrilla         | Lana Parrilla         | 1.01–7.22  |                                             | Claudia Urbschat-Mingues Petra Scheeser |
| Mr. GoldDetective Weaver      | Rumpelstilzchen/ Biest/Krokodil     | Robert Carlyle        | Robert Carlyle        | 1.01–7.22  |                                             | Thomas Nero Wolff                       |
| Henry Daniel Mills            |                                     | Jared S. Gilmore      | Jared S. Gilmore      | 1.01–6.22  | 7.01–7.02, 7.20–7.22                        | Leonard Rosemann Patrick Roche          |
| Henry Daniel Mills            | Andrew J. West                      |                       | 7.01–7.22             | 6.21–6.22  | Julian Manuel                               |                                         |
| Emma Swan                     |                                     | Jennifer Morrison     | Jennifer Morrison     | 1.01–6.22  | 7.02, 7.22                                  | Tanja Dohse Pia Allgaier                |
| Mary Margaret Blanchard       | Snow White                          | Ginnifer Goodwin      | Ginnifer Goodwin      | 1.01–6.22  | 7.22                                        | Laura Maire Julia Milena Scheeser       |
| David Nolan                   | David/Prinz Charming                | Josh Dallas           | Josh Dallas           | 1.01–6.22  | 7.22                                        | Louis Friedemann Thiele Tobias Gerisch  |
|                               | Prinz James                         | Josh Dallas           | Josh Dallas           |            | 1.06, 2.13, 5.12, 5.19, 6.12                | Louis Friedemann Thiele Tobias Gerisch  |
| Dr. Archibald „Archie“ Hopper | Jiminy Cricket                      | Raphael Sbarge        | Raphael Sbarge        | 1.01–1.22  | 2.01–4.03, 6.01–6.21, 7.22                  | Matthias Klie                           |
| Sheriff Graham Humbert        | Der Jäger                           | Jamie Dornan          | Jamie Dornan          | 1.01–1.07  | 1.22, 2.17                                  | Torben Liebrecht                        |
| August Wayne Booth            | Pinocchio                           | Eion Bailey           | Eion Bailey           | 1.15–1.22  | 1.09–1.13, 2.06, 2.18, 4.15–4.22, 6.11–6.12 | Stefan Günther                          |
| Lacey                         | Belle                               | Emilie de Ravin       | Emilie de Ravin       | 2.01–6.22  | 1.12–1.22, 7.04, 7.22                       | Ilona Brokowski                         |
| Ruby                          | Red Lucas/Wolf                      | Meghan Ory            | Meghan Ory            | 2.01–2.17  | 1.01–1.22, 3.12–3.22, 5.09–5.18             | Angela Wiederhut                        |
| Detective Rogers              | Killian Jones/Captain Hook          | Colin O’Donoghue      | Colin O’Donoghue      | 2.14–7.22  | 2.04–2.13                                   | Alexander Brem Patrick Roche            |
| Neal Cassidy                  | Baelfire „Bae“                      | Michael Raymond-James | Michael Raymond-James | 3.01–3.22  | 2.01–2.22, 5.12                             | Thomas Darchinger                       |
|                               | Will Scarlet/Herzbube/ Weißer König | Michael Socha         | Michael Socha         | 4.03–4.23  |                                             | Patrick Schröder                        |
| Kelly West                    | Zelena/Böse Hexe des Westens        | Rebecca Mader         | Rebecca Mader         | 5.01–6.22  | 3.12–3.21, 4.18–4.23, 7.10–7.17, 7.22       | Sonja Reichelt Tina Frank               |
|                               | Robin Hood                          | Sean Maguire          | Sean Maguire          | 5.01–5.22  | 3.01–4.23, 6.10–6.14, 6.22, 7.22            | Hubertus von Lerchenfeld                |
| Lucy Vidrio                   | Lucy Mills                          | Alison Fernandez      |                       | 7.01–7.22  | 6.21–6.22                                   | Carla Reiter                            |
| Jacinda Vidrio                | Cinderella                          | Dania Ramirez         | Dania Ramírez         | 7.01–7.22  |                                             | Anke Kortemeier                         |
| Victoria Belfrey              | Rapunzel/Die böse Stiefmutter       | Gabrielle Anwar       | Gabrielle Anwar       | 7.01–7.11  |                                             | Ulrike Stürzbecher                      |
| Sabine                        | Königin Tiana                       | Mekia Cox             | Mekia Cox             | 7.05–7.22  | 7.01–7.03                                   | Julia Kaufmann                          |

### Nebenbesetzung
| Figur in der realen Welt | Figur in der Märchenwelt              | Schauspieler              | Nebenrolle | Synchronsprecher                                                          |
| ------------------------ | ------------------------------------- | ------------------------- | --- | ------------------------------------------------------------------------- |
| Granny                   | Witwe Lucas/Granny                    | Beverley Elliott          | 1.01–1.02, 1.08, 1.12–1.15, 1.19, 1.21–2.02, 2.07–2.08, 2.10–2.11, 2.13, 2.17, 2.19, 2.22, 3.07, 3.09–3.13, 3.15–3.17, 3.19, 3.21–3.22, 4.02–4.03, 4.10–4.11, 4.13–4.14, 4.23–5.03, 5.07–5.10, 5.14, 5.21–6.02, 6.08–6.10, 6.17, 6.19–6.20, 6.22, 7.20, 7.22 | Ilona Grandke Ulli Essmann                                                |
| Leroy                    | Grumpy/Dreamy                         | Lee Arenberg              | 1.01, 1.03–1.04, 1.09–1.10, 1.14, 1.16, 1.21, 2.01–2.02, 2.04, 2.07, 2.09–2.13, 2.19–2.20, 2.22, 3.02, 3.07, 3.10–3.13, 3.19–4.03, 4.10–4.11, 4.22–5.03, 5.10–5.12, 5.14, 5.21–5.22, 6.02–6.04 6.10, 6.17, 6.20, 6.22, 7.22                                  | Ole Pfennig Manuel Straube                                                |
| Mutter Oberin            | Blaue Fee                             | Keegan Connor Tracy       | 1.01, 1.05, 1.14, 1.19–2.02, 2.07, 2.10–2.11, 2.15, 2.18, 2.21, 3.03, 3.07, 3.10–3.11, 3.16, 3.22, 4.10, 4.13, 4.17, 4.22, 5.01, 5.16, 6.07, 6.09–6.10, 6.13, 6.18–6.20, 7.22                                                                                | Marieke Oeffinger                                                         |
| Marco                    | Geppetto                              | Tony Amendola             | 1.01, 1.05, 1.20, 2.02, 2.11, 2.17–2.18, 3.21, 4.14–4.15, 6.17, 6.20, 7.22 | Norbert Gastell (Staffel 1–4) Hartmut Neugebauer (Staffel 6) Thomas Amper |
| Walter                   | Sleepy                                | Faustino Di Bauda         | 1.01, 1.03, 1.09–1.10, 1.14, 1.16, 1.21, 2.01–2.02, 2.04, 2.07, 2.09–2.11, 2.13, 2.19, 2.22, 3.02, 3.07, 3.10–3.13, 3.21–4.01, 4.10–4.11, 4.14, 4.23–5.03, 5.11–5.12, 5.21, 6.01, 6.10, 6.17, 6.20, 6.22, 7.22                                               | Matthias Kupfer                                                           |
|                          | Happy                                 | Mike Coleman              | 1.01, 1.09–1.10, 1.14, 1.16, 1.19, 1.21, 2.01–2.02, 2.04, 2.07, 2.09–2.11, 2.13, 2.19, 2.22, 3.02, 3.07, 3.10–3.13, 4.02, 4.10–4.11, 4.22–5.03, 5.08, 5.10–5.12, 5.21, 6.20                                                                                  | Uwe Kosubek                                                               |
| Tom Clark                | Sneezy                                | Gabe Khouth               | 1.01, 1.08–1.10, 1.12, 1.14, 1.16, 1.19, 1.21, 2.01–2.02, 2.10, 2.13, 2.22, 3.02, 3.07, 3.10–3.13, 3.16, 3.20–3.22, 4.10–4.11, 4.17, 4.22–5.03, 5.11–5.12, 5.21, 6.08, 6.10, 6.17, 6.20, 6.22, 7.22                                                          | Niko Macoulis                                                             |
|                          | Dopey                                 | Jeffrey Kaiser            | 1.01, 1.10, 1.14, 1.16, 1.21, 2.01–2.02, 2.04, 2.07, 2.09–2.11, 2.13, 2.19, 2.22, 3.02, 3.07, 3.10–3.13, 3.22, 4.10–4.11, 4.22–5.02, 5.12 |                                                                           |
|                          | Bashful                               | Mig Macario               | 1.01, 1.09–1.10, 1.14, 1.16, 1.19, 1.21, 2.01–2.02, 2.04, 2.07, 2.09–2.11, 2.13, 2.19, 2.22, 3.02, 3.07, 3.10–3.13, 3.22, 4.10–4.11, 4.22–5.03, 5.05, 5.11–5.12, 6.10, 6.20                                                                                  |                                                                           |
|                          | Doc                                   | David-Paul Grove          | 1.01–1.02, 1.08–1.10, 1.14, 1.16, 1.21, 2.01–2.02, 2.04, 2.07, 2.09–2.11, 2.13, 2.19, 2.22, 3.02, 3.07, 3.10–3.13, 3.16, 3.21–3.22, 4.10–4.11, 4.22–5.03, 5.05, 5.08, 5.10–5.12, 5.21, 6.04, 6.10, 6.17, 6.20                                                |                                                                           |
|                          | Prinz Henry Mills                     | Tony Perez                | 1.02, 1.11, 1.17–1.18, 2.02, 2.10, 3.11, 4.21, 5.12, 5.19, 6.14 | Ulf J. Söhmisch (Staffel 1–5) Erich Ludwig (Staffel 6)                    |
| Sydney Glass             | Dschinn von Agrabah/Zauberspiegel     | Giancarlo Esposito        | 1.02, 1.07–1.08, 1.11, 1.14, 1.17–1.19, 3.02, 3.09, 4.01, 4.05, 5.12, 6.20 | Hans-Georg Panczak Thomas Amper                                           |
|                          | Maleficent                            | Kristin Bauer van Straten | 1.02, 1.22, 4.12–4.17, 4.19–4.21 | Christin Marquitan                                                        |
| Dr. Whale                | Dr. Victor Frankenstein               | David Anders              | 1.03, 1.06, 1.15, 1.19, 1.22–2.02, 2.05, 2.12, 2.21, 3.09, 3.13, 3.20, 5.08, 6.03 | Norman Matt                                                               |
| Kathryn Nolan            | Prinzessin Abigail                    | Anastasia Griffith        | 1.03, 1.05–1.06, 1.10, 1.13, 1.18–1.19, 3.21 | Tatjana Pokorny                                                           |
| Ashley Boyd              | Cinderella                            | Jessy Schram              | 1.04, 1.12, 4.07, 6.03 | Jacqueline Belle                                                          |
| Billy                    | Gus                                   | Jarod Joseph              | 1.04–1.05, 1.19, 2.07, 2.17, 6.03 | Elyas M’Barek                                                             |
|                          | Ruth                                  | Gabrielle Rose            | 1.06, 2.03, 4.02, 6.07 | Dagmar Dempe                                                              |
| Albert Spencer           | König George                          | Alan Dale                 | 1.06, 1.10, 1.13, 1.18, 1.21, 2.03, 2.07, 2.13, 6.12 | Thomas Kästner                                                            |
|                          | Baelfire (jung)                       | Dylan Schmid              | 1.08, 1.19, 2.21–2.22, 3.04 | Manuel Scheuernstuhl                                                      |
| Brandon Spink            | Baelfire (jung)                       | 6.13                      | | Manuel Scheuernstuhl                                                      |
|                          | Blinde Hexe                           | Emma Caulfield            | 1.09, 5.12–5.13, 5.16, 5.18, 5.20–5.21 | Julia Haacke                                                              |
| Moe French               | Sir Maurice                           | Eric Keenleyside          | 1.12, 2.04, 3.22, 4.06, 5.11, 5.17, 5.21 | Claus Brockmeyer                                                          |
| Jefferson                | Jefferson/Der verrückte Hutmacher     | Sebastian Stan            | 1.17, 1.21–1.22, 2.02–2.03, 2.05 | Manuel Straube                                                            |
|                          | Cora Mills/Herzkönigin                | Barbara Hershey           | 1.18, 2.02–2.04, 2.08–2.10, 2.12, 2.14–2.16, 4.21, 5.12, 5.19 | Kerstin Sanders-Dornseif                                                  |
|                          | Prinzessin Aurora                     | Sarah Bolger              | 2.01–2.03, 2.05–2.09, 2.22–3.01, 3.03, 3.12, 3.19, 3.22, 4.07, 4.15 | Farina Brock                                                              |
|                          | Mulan                                 | Jamie Chung               | 2.01–2.03, 2.05–2.06, 2.08–2.09, 2.11, 3.01, 3.03, 5.09, 5.18 | Maren Rainer                                                              |
|                          | Prinz Phillip                         | Julian Morris             | 2.01, 2.11, 2.22–3.01, 3.12, 3.19 | Daniel Schlauch                                                           |
|                          | Sir Lancelot                          | Sinqua Walls              | 2.03, 5.01, 5.03–5.04, 5.06, 5.10 | Roman Wolko                                                               |
|                          | William Smee                          | Chris Gauthier            | 2.04, 2.11, 2.21–2.22, 3.11, 3.17, 3.19, 3.21, 4.16, 6.20, 7.07, 7.13, 7.16, 7.22 | Christian Weygand                                                         |
| Owen Flynn/Greg Mendell  |                                       | Ethan Embry               | 2.12–2.15, 2.17–3.01 | Philipp Brammer                                                           |
| Tamara                   |                                       | Sonequa Martin-Green      | 2.15, 2.18–3.01 | Stephanie Kellner                                                         |
|                          | Marian                                | Christie Laing            | 2.19, 3.21–4.01, 4.03, 4.12, 4.18, 4.20 | Anke Kortemeier                                                           |
| Wendy Darling            |                                       | Freya Tingley             | 2.21, 3.07–3.10 | Janne Wetzel                                                              |
|                          | Felix                                 | Parker Croft              | 2.22–3.07, 3.09–3.11 | Tim Schwarzmaier                                                          |
|                          | Malcolm (jung)/Peter Pan/Rattenfänger | Robbie Kay                | 3.01–3.11, 5.12, 5.14 (Stimme), 5.19–5.20, 7.21 | Maximilian Belle                                                          |
|                          | Tinker Bell                           | Rose McIver               | 3.03–3.04, 3.07–3.11, 3.16, 6.14 | Stephanie Marin                                                           |
|                          | Arielle                               | Joanna Garcia Swisher     | 3.06–3.07, 3.10, 3.17, 4.16, 6.15, 7.21 | Shandra Schadt                                                            |
|                          | Captain Black Beard                   | Charles Mesure            | 3.17, 3.21, 4.10, 4.23, 6.16, 7.16 | Gerhard Jilka                                                             |
|                          | Königin Elsa                          | Georgina Haig             | 4.01–4.12 | Dina Kürten                                                               |
|                          | Prinzessin Anna                       | Elizabeth Lail            | 4.01–4.02, 4.04–4.06, 4.08–4.12 | Yvonne Greitzke                                                           |
|                          | Kristoff                              | Scott Michael Foster      | 4.01, 4.03–4.04, 4.06, 4.08–4.12 | Leonhard Mahlich                                                          |
| Sarah Fisher             | Ingrid/Die Schneekönigin              | Elizabeth Mitchell        | 4.02–4.11 | Elisabeth Günther                                                         |
|                          | Der Zauberlehrling                    | Timothy Webber            | 4.04, 4.08, 4.17, 4.20, 4.22–5.01, 5.15, 7.21 | Jürgen Jung                                                               |
| Cruella Feinberg         | Cruella de Vil                        | Victoria Smurfit          | 4.12–4.17, 4.19, 5.13–5.15, 5.18–5.21, 7.21 | Kathrin Gaube                                                             |
|                          | Ursula/Meerhexe                       | Merrin Dungey             | 4.12–4.17 | Judith Kernke                                                             |
| Isaac Heller             | Autor                                 | Patrick Fischler          | 4.17–4.23, 6.16 | Jakob Riedl                                                               |
| Lilith „Lily“ Page       |                                       | Agnes Bruckner            | 4.20–4.21, 4.23 | Karoline Guthke                                                           |
|                          | Königin Merida                        | Amy Manson                | 5.01, 5.04–5.06, 5.09–5.10, 5.21–5.22 | Julia Kaufmann                                                            |
|                          | König Artus                           | Liam Garrigan             | 5.01–5.10, 5.21 | Oliver Scheffel                                                           |
|                          | Merlin                                | Elliot Knight             | 5.01, 5.05–5.08, 5.10 | Nils Dienemann                                                            |
|                          | Violet Morgan                         | Olivia Steele Falconer    | 5.02, 5.04–5.05, 5.22–5.23, 6.04, 6.08, 6.22 | Valeria Ceraolo                                                           |
|                          | Königin Guinevere                     | Joana Metrass             | 5.02–5.08, 5.10 | Eva-Maria Reichert                                                        |
|                          | Nimue/Der erste Dunkle                | Caroline Ford             | 5.07, 5.10–5.11 | Katharina Schwarzmaier                                                    |
|                          | Hades                                 | Greg Germann              | 5.12–5.21 | Oliver Rohrbeck                                                           |
|                          | Dr. Henry Jekyll                      | Hank Harris               | 5.22–6.01, 6.03–6.04 | Max Felder                                                                |
|                          | Mr. Hyde                              | Sam Witwer                | 5.22–6.01, 6.03–6.04 | Pascal Fligg                                                              |
|                          | Gideon                                | Giles Matthey             | 6.01, 6.09–6.11, 6.13–6.19, 6.21–6.22, 7.04 | Mario Linder                                                              |
|                          | Aladdin                               | Deniz Akdeniz             | 6.01, 6.05–6.06, 6.08–6.10, 6.15, 6.22 | Tim Schwarzmaier                                                          |
| Shirin                   | Prinzessin Jasmin                     | Karen David               | 6.04–6.06, 6.08–6.10, 6.15, 6.22 | Natascha Geisler                                                          |
|                          | Fiona/Schwarze Fee                    | Jaime Murray              | 6.09, 6.16–6.22 | Uta Kienemann                                                             |
|                          | Tiger Lily                            | Sara Tomko                | 6.17, 6.19, 6.22, 7.10 | Caroline Ebner                                                            |
| Tilly                    | Alice                                 | Rose Reynolds             | 7.01, 7.04, 7.06–7.08, 7.10, 7.13–7.14, 7.16, 7.18–7.22 | Lea Kalbhenn                                                              |
| Ivy Belfrey              | Drizella                              | Adelaide Kane             | 7.01–7.02, 7.04–7.11, 7.13–7.15 | Nadine Zaddam Leopold                                                     |
| Eloise Gardener          | Gothel/Mutter Natur                   | Emma Booth                | 7.03, 7.05–7.11, 7.13, 7.15, 7.19–7.20 | Julia Lowack                                                              |
| Baron Samdi              | Dr. Facilier                          | Daniel Francis            | 7.05, 7.12, 7.14–7.15, 7.17–7.20 | Jochen Paletschek                                                         |
| Nick Branson             | Hänsel/Jack                           | Nathan Parsons            | 7.08–7.11, 7.15–7.18 | Patrick Roche                                                             |
| Anastasia Belfrey        | Anastasia                             | Yael Yurman               | 7.09–7.11, 7.15 | Carlotta von Stetten                                                      |
| Margot West              | Robin (erwachsen)                     | Tiera Skovbye             | 7.10–7.11, 7.14, 7.16–7.22 | Paulina Rümmelein                                                         |
| Drew                     | Prinz Naveen                          | Jeff Pierre               | 7.12, 7.17–7.21 | Benedikt Gutjan                                                           |

### Bekannte Gastdarsteller
Des Weiteren traten in der Serie eine Reihe nennenswerter Gastdarsteller auf. Dazu zählen Tim Phillips als Cinderellas Ehemann, Prinz Thomas, in der ersten und sechsten Staffel sowie Jorge Garcia als Riese Anton in der zweiten Staffel. In der dritten Staffel waren unter anderem Alexandra Metz als Rapunzel und Gil McKinney als Prinz Eric, der nochmals in der sechsten Staffel auftritt, zu sehen. Rose McGowan war als junge Cora in der zweiten und dritten Staffel zu sehen. Tom Ellis trat am Ende der zweiten Staffel als Robin Hood auf, bevor Sean Maguire die Rolle übernahm. In der dritten Staffel lieh Yvette Nicole Brown in einer Folge der animierten Meerhexe Ursula ihre Stimme und Matreya Scarrwener verkörpte Dorothy Gale. Außerdem war Stephen Lord in der dritten und fünften Staffel als erwachsener Malcolm, der Vater von Rumpelstilzchen, zu sehen. In der fünften Staffel waren Kacey Rohl und Jonathan Whitesell als Megara und Hercules zu sehen sowie Teri Reeves als erwachsene Dorothy Gale. In der sechsten Staffel übernahm Oded Fehr die Rolle des Jafar, welche in Once Upon a Time in Wonderland noch von Naveen Andrews verkörpert wurde.
Anmerkungen:
1. ↑  Meist unregelmäßige Auftritte im genannten Zeitraum
2. 1 2 3 4  Aufgrund eines neuen Fluches hat der Charakter ab Staffel 7 eine neue Identität in der realen Welt.
3. 1 2 3 4 5 6 7 8 9 10 11  Gesang in Folge 6.20 („Das Lied in deinem Herzen“)
4. 1 2 3 4 5 6 7  Diese Figur stammt eigentlich aus der Märchenwelt, verließ diese jedoch bevor der Fluch eintrat und war somit nicht von diesem betroffen.
5. ↑  Rogers ist die neue Identität von Captain Hook aus der Wunschwelt, die von der bösen Königin in Staffel 6 erschaffen wurde. Hook aus Storybrooke hat keine neue Identität.
6. 1 2  In Folge 5.22 sowie 6.22 nur in Form einer Sprechrolle

## Ausstrahlung
Vereinigte Staaten
Nachdem Once Upon a Time bereits im Mai 2011 als Serie bestellt wurde, gab ABC einen etwas späten Sendestart im Herbst bekannt. Sie startete schließlich am 23. Oktober 2011 und die Pilotfolge erreichte knapp 13 Millionen Zuschauer und ein Rating von 4,0 bei den 18- bis 49-Jährigen. Sie ist damit nicht nur der beste Dramaserienstart der Season, sondern seit dem Serienstart von Brothers & Sisters am 24. September 2006 auch der beste Dramaserienstart am Sonntag bei ABC in fünf Jahren. Die Ausstrahlung der ersten Staffel wurde am 13. Mai 2012 beendet. Obwohl die Einschaltquoten im Laufe der Ausstrahlung etwas gesunken sind, gab ABC im Mai 2012 die Produktion einer zweiten Staffel bekannt. Die Ausstrahlung der zweiten Staffel erfolgte vom 30. September 2012 bis zum 12. Mai 2013. Die Ausstrahlung der dritten Staffel erfolgte vom 29. September 2013 bis zum 11. Mai 2014. Im Mai 2014 wurde die Produktion einer vierten Staffel angekündigt, die vom 28. September 2014 bis zum 10. Mai 2015 ausgestrahlt wurde. Im Mai 2015 verlängerte ABC die Serie um eine fünfte Staffel, die dort vom 27. September 2015 bis zum 15. Mai 2016 zu sehen war. Die Ausstrahlung der sechsten Staffel erfolgte vom 25. September 2016 bis zum 14. Mai 2017. Die siebte und letzte Staffel war vom 6. Oktober 2017 bis zum 18. Mai 2018 auf ABC zu sehen.
Deutschland
Wie ein Sprecher der RTL Group am 1. Februar 2012 bekannt gab, hat sich die Mediengruppe die Rechte an der Serie gesichert. Die Erstausstrahlung der ersten Staffel in Deutschland erfolgte durch den Pay-TV-Sender Passion vom 4. September 2012 bis zum 22. Januar 2013. Die zweite Staffel wurde auf Passion vom 4. Juni bis zum 29. Oktober 2013 ausgestrahlt. Die dritte Staffel zeigte Passion vom 29. Juli bis zum 23. Dezember 2014. Der Sender strahlte die vierte Staffel vom 1. Juli bis zum 2. Dezember 2015 aus. Die fünfte Staffel sendete RTL Passion vom 12. Oktober bis zum 28. Dezember 2016. Vom 13. September bis zum 22. November 2017 zeigte der Pay-TV-Sender RTL Passion die sechste Staffel in Doppelfolgen. Die letzte Staffel war vom 5. September 2018 bis zum 30. Januar 2019 bei RTL Passion zu sehen.
Im Free-TV wurde die erste Staffel zwischen dem 12. September 2012 und dem 6. Februar 2013 mittwochs bei Super RTL und parallel dazu ab dem 16. September 2012 sonntags bei RTL ausgestrahlt. Die Ausstrahlung der zweiten Staffel erfolgte vom 9. Oktober 2013 bis zum 5. Februar 2014. Die Ausstrahlung der dritten Staffel fand vom 5. November 2014 bis zum 28. Januar 2015 bei Super RTL in Doppelfolgen statt. Nach über zwei Jahren Pause, strahlte der Sender die vierte Staffel vom 7. Oktober bis zum 16. Dezember 2017 ebenfalls in Doppelfolgen aus.
Schweiz
In der Schweiz zeigte der Sender 3+ die Serie vom 7. September bis zum 21. September 2012 sowie der Sender 4+ vom 10. November 2012 bis zum 16. Februar 2013. Bisher wurde in der Schweiz nur die erste Staffel ausgestrahlt.
International
International wird die Serie unter anderem in Kanada von CTV, in Italien von FOX, in der Türkei von DiziMax, in Australien vom Sender Seven Network sowie in Neuseeland von TV2 ausgestrahlt.

## Spin-offOnce Upon a Time in Wonderland
Im Februar 2013 begannen Edward Kitsis und Adam Horowitz zusammen mit den Produzenten Zack Estrin und Jane Espenson ein Spin-off, basierend auf Lewis Carrolls Wunderland, zu entwickeln. Für die Hauptrolle der Alice wurde Sophie Lowe gecastet. Weitere Rollen bekamen Peter Gadiot als Cyrus, Michael Socha als Herzbube, Emma Rigby als rote Königin und John Lithgow als Stimme des weißen Kaninchens. Außerdem konnte Barbara Hershey ihre Rolle als Cora/Herzkönigin im Spin-off weiterführen. Im April 2013 wurde ein aus vier Szenen bestehende Präsentation gedreht, die ABC dazu veranlassten der Serie einen Monat später grünes Licht für eine erste Staffel mit 13 Episoden zu geben. Die Dreharbeiten zur eigentlichen Pilotfolge begannen Ende Juli oder Anfang August 2013. Die Ausstrahlung erfolgte vom 10. Oktober 2013 bis zum 3. April 2014. Wegen mangelnden Erfolgs wurde die Serie nicht verlängert. In Deutschland war die Serie vom 24. September bis zum 29. Oktober 2014 bei Super RTL zu sehen.

## Rezeption

### Kritik
Die erste Staffel der Serie hat bei Metacritic ein Metascore von 66/100 basierend auf 26 Rezensionen. Auf TV.com hat die Serie ein Rating von 8,8/10 basierend auf 857 abgegebenen Stimmen, und auf IMDb.com ein Rating von 8,4/10 basierend auf 12064 abgegebenen Stimmen. Viele Kritiker bewerteten die Serie überaus positiv. Matthew Gilbert vom Boston Globe gab der Serie jedoch die Note „C+“ und kommentierte: „… eine Serie, die man entweder liebt oder hasst und ich habe sie meist gehasst. Ihr Ehrgeiz ist beeindruckend, schließlich wird von uns verlangt, uns Goodwins Schneewittchen und Parrillas böse Königin als moderne Figuren vorzustellen. Aber Morrison ist eine unbeholfene Hauptdarstellerin und die Hintergrundgeschichte – eine willkürliche Sammlung von Märchen – verspricht nicht zu überraschen.“ In einer Rezension der St. Louis Post-Dispatch feierte der Kritiker Gail Pennington die Serie als eine der „vielversprechendsten Serien des Herbstes“ und im Gegensatz zu Gilbert gab er Morrison gute Bewertungen. USA Todays Robert Bianco platzierte die Serie unter seinen zehn besten Serien der Saison und erklärte, dass es „nichts Vergleichbares im Fernsehen gibt“.

### Auszeichnungen und Nominierungen
Once Upon a Time sowie dessen Stab und Besetzung wurden für verschiedene Auszeichnungen in den Vereinigten Staaten nominiert, gewannen jedoch keine davon. Nachfolgende Liste beinhaltet alle Auszeichnungen und Nominierungen der Serie:
Satellite Awards
- 2011: Nominierung in der Kategorie Best Television Series, Genre für Once Upon a Time
- 2012: Nominierung in der Kategorie Best Television Series, Genre für Once Upon a Time

People’s Choice Awards
- 2012: Nominierung in der Kategorie Favorite New TV Drama für Once Upon a Time

Saturn Awards
- 2012: Nominierung in der Kategorie Best Network Television Series für Once Upon a Time
- 2012: Nominierung in der Kategorie Best Supporting Actress on Television für Lana Parrilla

Teen Choice Awards
- 2012: Nominierung in der Kategorie Choice TV Show: Fantasy/Sci-Fi für Once Upon a Time
- 2012: Nominierung in der Kategorie Choice TV Actress: Fantasy/Sci-Fi für Ginnifer Goodwin
- 2012: Nominierung in der Kategorie Choice TV Villain für Lana Parrilla
- 2012: Nominierung in der Kategorie Choice TV Breakout Star: Male für Josh Dallas

Visual Effects Society Awards
- 2012: Nominierung in der Kategorie Outstanding Visual Effects in a Broadcast Series für Doug Ludwig, Andrew Orloff, Laura Jones und Nathan Overstrom
- 2012: Nominierung in der Kategorie Outstanding Models in a Broadcast Program or Commercial für Chris Strauss, Jason O. Monroe und Michael Kirylo
- 2012: Nominierung in der Kategorie Outstanding Virtual Cinematography in a Broadcast Program or Commercial für Nathan Matsuda, Stephen Jackson und Kevin Struckman

Leo Awards
- 2012: Nominierung in der Kategorie Best Guest Performance by a Female in a Dramatic Series für Keegan Connor Tracy

## DVD-Veröffentlichungen
Vereinigte Staaten
- Die erste Staffel erschien am 28. August 2012
- Die zweite Staffel erschien am 13. August 2013
- Die dritte Staffel erschien am 19. August 2014
- Die vierte Staffel erschien am 18. August 2015
- Die fünfte Staffel erschien am 16. August 2016
- Die sechste Staffel erschien am 15. August 2017
- Die siebte Staffel erschien am 28. August 2018

Großbritannien
- Die erste Staffel erschien am 12. November 2012
- Die zweite Staffel erschien am 18. November 2013
- Die dritte Staffel erschien am 14. März 2016
- Die vierte Staffel erschien am 9. Mai 2016
- Die fünfte Staffel erschien am 17. Oktober 2016
- Die sechste Staffel erschien am 16. Oktober 2017

Deutschland/Österreich
- Die erste Staffel erschien am 7. März 2013
- Die zweite Staffel erschien am 20. März 2014
- Die dritte Staffel erschien am 5. März 2015
- Die vierte Staffel erschien am 9. März 2017
- Die fünfte Staffel erschien am 13. Dezember 2018
- Die sechste Staffel erschien am 7. Februar 2019
- Die siebte Staffel erschien am 26. September 2019

## Wissenswertes
- Sehr häufig, wenn eine Uhr zu sehen ist, z. B. ein klingelnder Wecker oder auch der Big Ben und die Turmuhr, ist es 08:15 Uhr bzw. 20:15 Uhr. Zu dieser Zeit beschloss Emma, in Storybrooke zu bleiben.
- Die Zahlen 8 und 15, der Schokoladenriegel der fiktiven Firma Apollo und Reginas Hausnummer 108 sind Verweise auf die Serie Lost, für die sich die gleichen Autoren verantwortlich zeigten. Einige der Darsteller waren ebenfalls in Lost zu sehen: Emilie de Ravin, Jorge Garcia, Rebecca Mader, Elizabeth Mitchell und Alan Dale gehörten zur Stammbesetzung der Serie. Lana Parrilla und Patrick Fischler waren in Gastrollen zu sehen. Naveen Andrews, der in Lost Sayid Jarrah darstellte, spielte im Spin-Off Once Upon a Time in Wonderland die Rolle des Jafar, während Zuleikha Robinson, die in Lost als Ilana Verdansky zu sehen war, hier eine Nebenrolle innehatte.
- Die Namen der Figuren beziehen sich oft auf literarische oder kulturelle Referenzen. Dr. Whales (Victor Frankenstein) Name bezieht sich auf James Whale, der bei dem Film Frankenstein Regie führte. Reds Freund heißt Peter, was eine Verbindung zu Peter und der Wolf darstellt. Der Name Mary Margaret, unter dem Snow White in Storybrooke bekannt ist, bezieht sich auf Freiin Maria Sophia Margaretha Catharina von Erthal, die das Vorbild zum Märchen Schneewittchen gewesen sein soll.[37] Cora, Regina und Henry haben den Nachnamen Mills, was zu deutsch etwa Müller bedeutet. Cora ist die Müllerstochter, von der das Märchen Rumpelstilzchen in seiner eigentlichen Handlung erzählt.